# Batalla de Legnano
La batalla de Legnano fue uno de los enfrentamientos militares que tuvieron lugar durante el conflicto entre güelfos y gibelinos. La contienda ocurrió el 29 de mayo de 1176 entre las localidades de Legnano y Borsano —en la región septentrional de Milán en la Lombardía— donde el ejército del emperador Federico «Barbarroja» se enfrentó a las tropas de la Liga Lombarda que bloqueaban el camino a Pavía, donde estaba el resto de la milicia teutona. A pesar de que la presencia de ambos bandos era bien conocida en ese momento, estas se encontraron repentinamente sin tiempo para planificar una estrategia. El evento fue crucial en el largo conflicto desatado por el Sacro Imperio Romano Germánico para consolidar su poder sobre las comunas del norte de Italia, que habían decidido dejar a un lado sus diferencias y unir fuerzas en una coalición militar liderada simbólicamente por el papa Alejandro III, la llamada Liga Lombarda.
Fue la quinta y última incursión militar de Barbarroja en territorio italiano y después de la derrota trató de resolver la situación a través de la diplomacia. Esto se hizo patente unos años más tarde en la Paz de Constanza (25 de junio de 1183), mediante la cual el emperador reconoció a la Liga Lombarda y concedió autonomía administrativa, política y judicial a las comunas y oficialmente renunció sus pretensiones de someter la Italia septentrional.
En «Il Canto degli Italiani» —compuesto por Goffredo Mameli y Michele Novaro— se menciona la batalla para conmemorar la victoria del pueblo italiano sobre los invasores. Debido a su importancia histórica, Legnano es la única ciudad, además de Roma, que se nombra en el himno nacional italiano. Desde 1935, el ayuntamiento de Legnano organiza el Palio, una fiesta popular cada último domingo de mayo.

## Antecedentes

### Contexto histórico

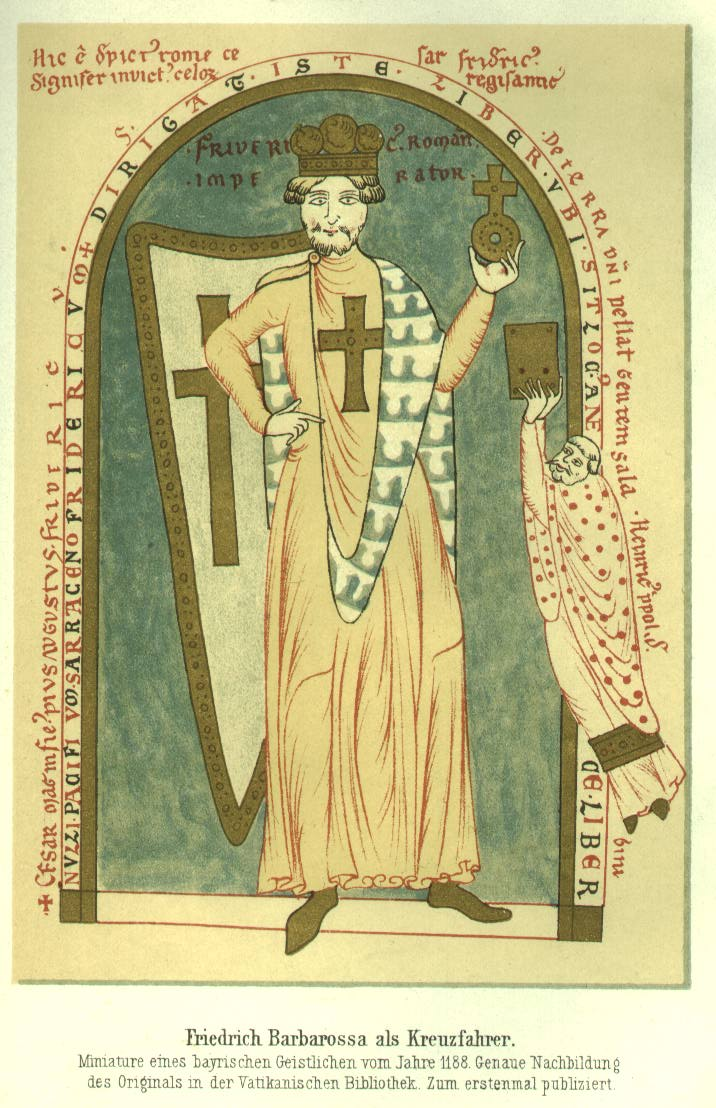
El emperador Federico I «Barbarroja» en una miniatura de 1188.

Parte del enfrentamiento entre los pueblos del norte de Italia y la autoridad imperial se había originado por la querella de las investiduras y el concordato de Worms (1122), que involucró —entre los siglos XI y XII— al papado, el Sacro Imperio Romano Germánico y sus respectivas facciones, los llamados güelfos y gibelinos. Algunas veces la confrontación llegó a un punto en que varias comunas del norte de Italia expulsaron a sus propios obispos y los acusaron de simonía, porque supuestamente recibieron sobornos para apoyar al emperador y no al papa.
La controversia sobre las investiduras —surgida la fricción entre el Imperio y las comunas de la Italia septentrional— también estaba relacionada con la crisis del feudalismo, que surgió por el crecimiento económico de las ciudades italianas y el consiguiente deseo de independencia del gobierno central que exigían estas comunas. Además, los territorios italianos del Sacro Imperio eran bastante diferentes a los alemanes —por sus características sociales, económicas y políticas propias— y no toleraban la autoridad imperial, que estaba en manos de una dinastía no italiana. En ese momento, la nobleza italiana de los territorios bajo el control del Imperio no podía involucrarse en la administración de la política estatal, al contrario que en los territorios germánicos. Debido a la fricción inevitable entre los siglos XI y XII, las ciudades del norte de Italia presenciaron un período de agitación y el nacimiento de una nueva forma de autogobierno local sobre la base de un órgano colegiado electivo con funciones administrativas, judiciales y la seguridad, y que podía nombrar a sus propios cónsules ciudadanos: la comuna medieval.
Este cambio institucional ocurrió al mismo tiempo que la querella de las investiduras. Esto tenía sus antecedentes: mientras el obispo —con una fuerte influencia en la población de la ciudad— estaba en el centro del conflicto entre el Imperio y el papado, la nobleza local alentó —y en cierto modo, obligó— a los ciudadanos a buscar una forma de autogobierno para reemplazar el poder eclesiástico en crisis. En consecuencia, los ciudadanos comenzaron a gobernarse ellos mismos, tuvieron mayor conciencia de los asuntos públicos de su comunidad y rechazaban cada vez más la estructura feudal de la Edad Media, que solo permitía una gestión de gobierno muy rígida y jerárquica. El cambio que dio lugar a una gestión colegiada de la administración pública tiene sus raíces en la antigua monarquía lombarda en el norte de Italia; este pueblo germánico resolvía sus problemas más importantes, principalmente militares, a través de una asamblea presidida por el rey y los guerreros más valientes —estas reuniones eran conocidas como gairethinx o arengo—. No obstante, a pesar de que el mandato de los magistrados duraba un año y hubo alternancia en el ejercicio del cargo, el concejo redujo la lista de candidatos a unas cuantas familias que ostentaron el poder de manera oligárquica. A partir de entonces, los cónsules medievales representaban las clases más poderosas de la ciudad. Por las razones mencionadas, la evolución histórica de las comunas septentrionales hizo que estas no reconocieran las instituciones feudales rígidamente jerárquicas y sometidas a influencia eclesiástica, pues las consideraron obsoletas.
Por distintos motivos, los predecesores de Federico I —más conocido como «Barbarroja»— adoptaron durante años una postura de indiferencia hacia los asuntos del norte de Italia y, en lugar de ejercer directamente el poder, contrataban personas que supervisasen estos territorios. Como resultado, el Sacro Imperio no impidió los objetivos expansionistas de las ciudades de territorios circundantes y otras comunas y, por lo tanto, estas comenzaron a combatir entre sí para establecer su hegemonía en la región. Sin embargo, Barbarroja repudió la política de sus predecesores y trató de restaurar la autoridad imperial —respetada en tiempos de Otón I— en las comunas del norte de Italia sobre la base de las solicitudes de algunas de estas últimas, pues habían pedido la intervención en repetidas ocasiones para limitar los intentos de superioridad de Milán, que en el pasado había dominado otras localidades: por ejemplo, en 1111 y 1127 conquistó Lodi y Como, respectivamente,  y las forzó a firmar un acuerdo de pasividad con Pavía, Cremona y Bérgamo.
Las relaciones entre el Imperio y las comunas empeoraron luego de las acciones militares perpetradas en la campiña milanesa. Los sucesos que enfurecieron a la población contra la autoridad imperial fueron: 
- En 1160, en una de las incursiones ordenadas por Barbarroja, el ejército devastó la zona norte de Milán y destruyó cultivos y árboles frutales para interrumpir los suministros hacia la ciudad.[44] Durante quince días, arrasaron las campiñas de Vertemate, Mediglia, Verano, Briosco, Legnano, Nerviano, Pogliano y Rho.[14]
- Las medidas adoptadas por el emperador después de la caída de Milán (1162):[44] el vicario del emperador que administró los suburbios de la ciudad luego de la derrota obligó a los agricultores a pagar un gran tributo anual y esto hizo crecer la hostilidad de la población hacia el Sacro Imperio.[45]

### Primeras tres campañas de Barbarroja en Italia

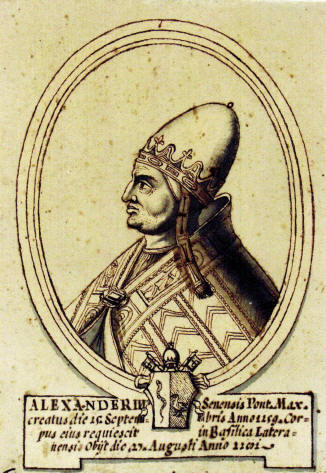
El papa Alejandro III.

Con el propósito de pacificar el norte de Italia y restaurar la autoridad imperial, Barbarroja cruzó los Alpes al mando de su ejército en cinco ocasiones. En la primera incursión, que comenzó en el otoño de 1154, el emperador comandaba mil ochocientos hombres en el sitio y conquista de las comunas rebeldes de Asti, Chieri y Tortona y atacó algunos castillos en la campiña milanesa, pero no a la propia ciudad porque que no contaba con suficientes refuerzos. Durante esta campaña se convocó la dieta de Roncaglia, en la que Barbarroja restableció su autoridad imperial porque, entre otras cosas, tenía el control de aquellos territorios conquistados por Milán en años anteriores, especialmente Como y Lodi.
La primera parte de esa campaña continuó a lo largo de la vía Francígena y terminó en Roma con la coronación de Barbarroja como emperador del Sacro Imperio por el papa Adriano IV (18 de junio de 1155). El monje reformista Arnaldo de Brescia había sido capturado por los soldados alemanes en su huida a Roma y el emperador lo intercambió por el reconocimiento del papa. Durante su estancia en Roma, Barbarroja tan solo había llegado con el título de rey de romanos y fue duramente criticado por la población de la ciudad; en respuesta, el emperador sofocó la rebelión. Después de este episodio y durante el resto de la campaña militar de Barbarroja, las relaciones entre el Imperio y el papado comenzaron a agrietarse. En el viaje de regreso, el emperador devastó la comuna de Spoleto y acusó a sus gobernantes de haber pagado el fodro —los impuestos exigidos por el soberano— con moneda falsa. Barbarroja sobrevivió a una emboscada en Chiusa di Ceraino, cerca de Verona, cuando la caravana imperial fue atacada, pero su alférez Otón de Wittelsbach pudo detener a los agresores. A partir de esta primera incursión, los italianos comprobaron la diferencia entre Barbarroja y sus predecesores. De hecho, el emperador mostró una fuerte aversión a la autonomía comunal, pues su plan político era restablecer la autoridad imperial sobre el norte de Italia.

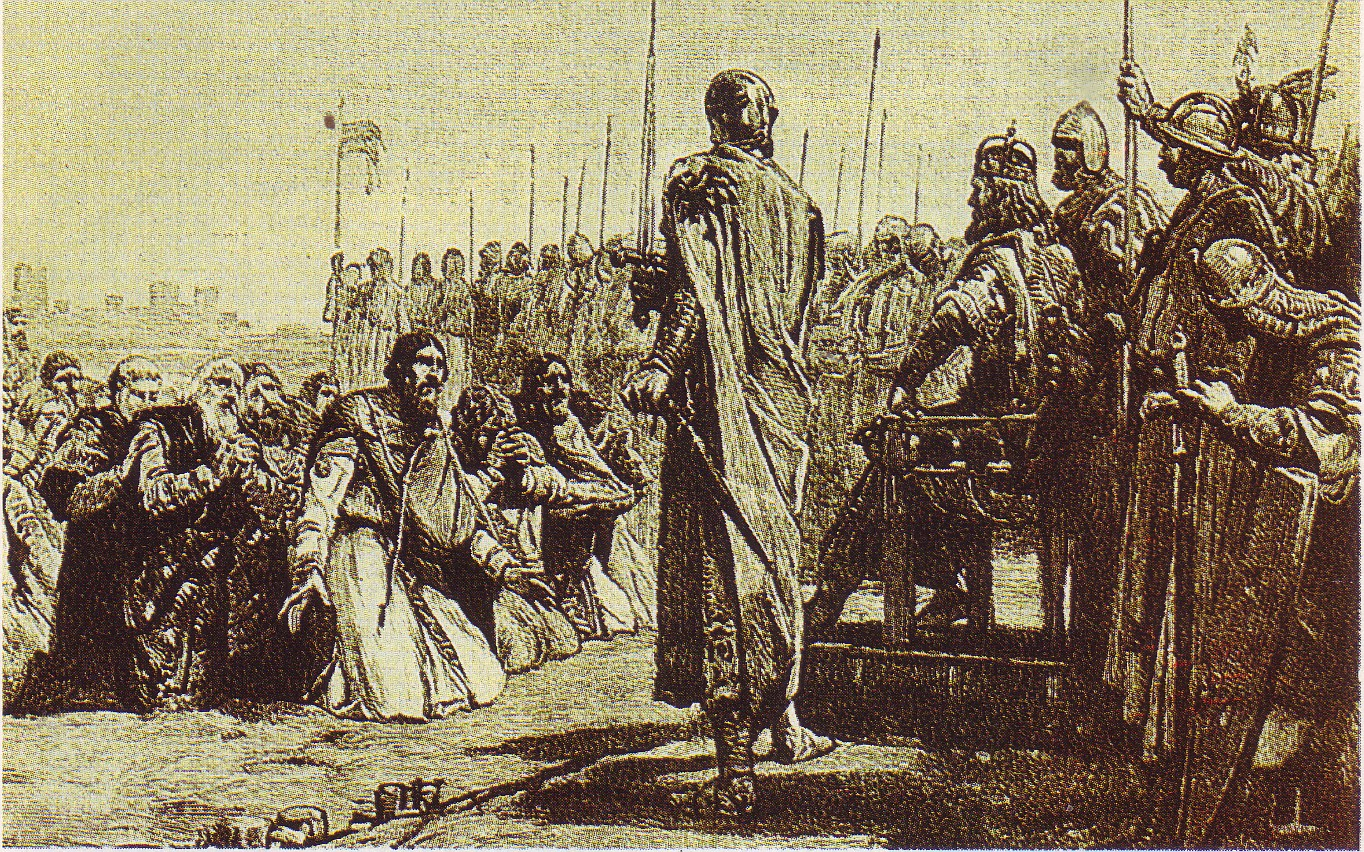
Los milaneses se postran ante Barbarroja y piden clemencia después de la rendición de la ciudad (1162).

La segunda incursión se inició en junio de 1158 por el rechazo de Milán y sus comunas aliadas a someterse nuevamente a la autoridad imperial. Una de las primeras acciones de Barbarroja en esta dilatada expedición fue el ataque a Milán y sus partidarios en la campiña: después de derrotar a Brescia —importante aliado de Milán— y liberar a Lodi que había caído otra vez en manos milanesas, Barbarroja dirigió su ejército a la ciudad de Milán, que accedió a rendirse (8 de septiembre de 1158) para evitar un asedio prolongado y sangriento. Milán volvió a perder sus conquistas de años anteriores —Como, Pavía y las regiones de Seprio y Brianza—, pero no fue destruida. Después, Barbarroja a convocó a una segunda dieta de Roncaglia (otoño de 1158) donde reafirmó su dominio imperial sobre las comunas del norte de Italia, dejó claro que su autoridad como soberano era superior a la de las instituciones locales y estableció, entre otras cosas, que las regalías fueran entregadas íntegramente al emperador. La segunda dieta de Roncaglia tuvo efectos perturbadores en la población italiana, que se rebeló inmediatamente.
Luego de recibir refuerzos de Alemania y derrotar a varias comunas rebeldes en el norte, Barbarroja volvió a centrar su atención en Milán, que fue sitiada por primera vez en 1162 y, después de su capitulación (1 de marzo), destruida completamente. Varias ciudades aliadas de Milán tuvieron un destino similar. En los meses siguientes, Barbarroja intensificó su intervención política en las ciudades italianas y fue más allá de las disposiciones adoptadas durante la segunda dieta de Roncaglia: creó una estructura burocrática liderada por funcionarios que responderían directamente al emperador en lugar del concejo autonómico comunal —que fue prácticamente suprimido— y nombró alcaldes imperiales en las ciudades rebeldes conquistadas. Mientras tanto, Adriano IV falleció y su sucesor, Alejandro III, mostró una mayor solidaridad con las comunas italianas y hostilidad hacia el emperador.
En 1163, la rebelión de algunas ciudades del nordeste italiano obligó a Barbarroja a regresar por tercera vez en una campaña militar que terminó en un punto muerto ante la Liga Veronesa, que se había formado entre algunas ciudades de la Marca de Verona. Con Lombardía pacificada, Barbarroja prefirió posponer la confrontación militar con otras ciudades de la Italia septentrional debido a la escasez numérica de sus tropas y, después de analizar la situación, volvió a Alemania.

### Cuarta campaña en Italia y creación de la Liga Lombarda

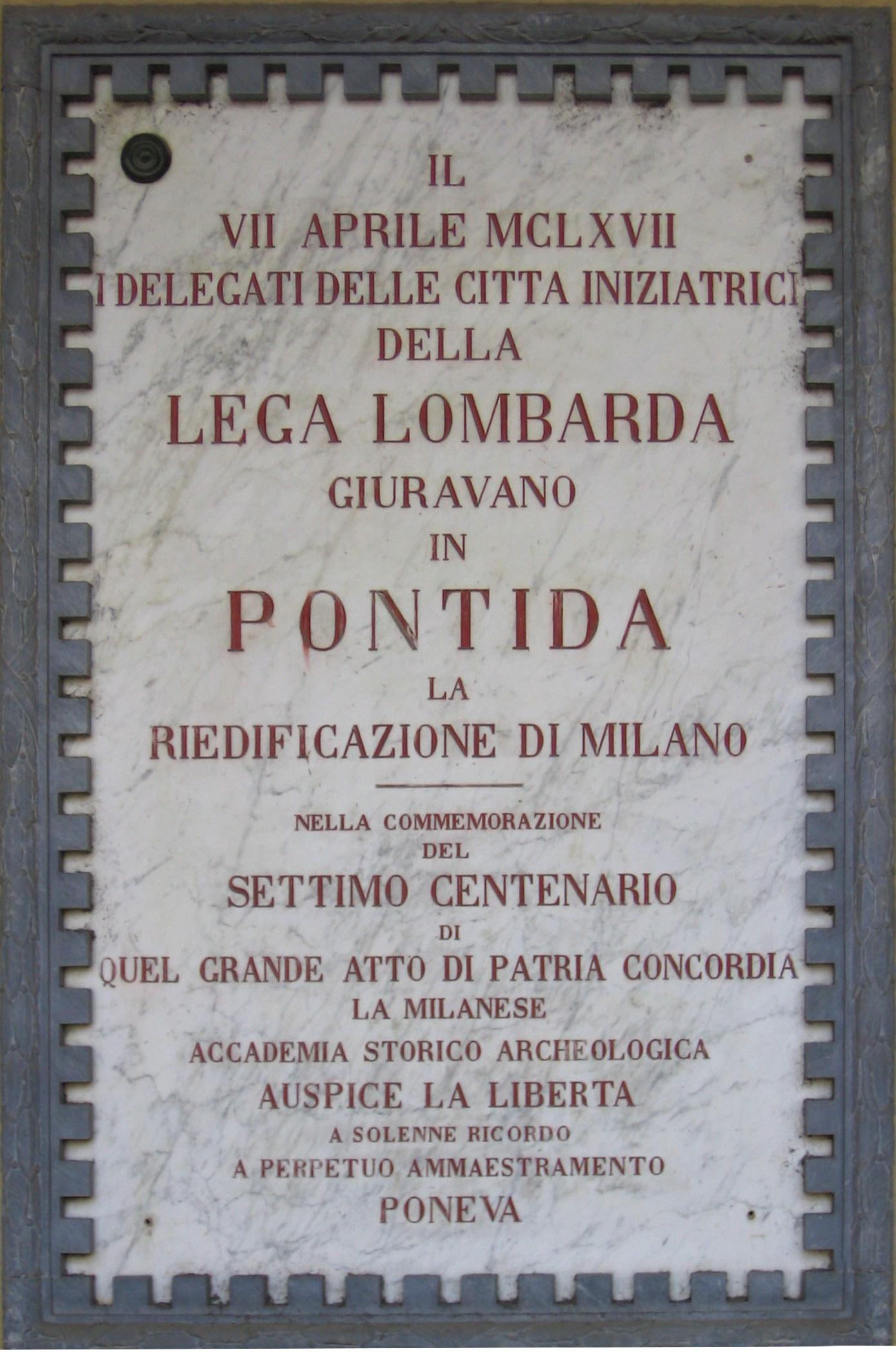
Placa conmemorativa del juramento de la constitución de la Liga Lombarda en Pontida (1167).

A finales de 1166, el emperador regresó a Italia por cuarta vez a la cabeza de un poderoso ejército. Para no atravesar la Marca de Verona, decidió usar una ruta alpina desde Brennero —en lugar de cruzar el valle de Etschtal o del Adigio— y de esta manera llegó al valle Camonica; no obstante, su objetivo no era atacar las comunas rebeldes, sino el papado. Antes de la incursión, Barbarroja había dado su apoyo al antipapa Pascual III, quien usurpó las atribuciones del pontífice legítimo Alejandro III. Sin embargo, después de obtener el reconocimiento de otros soberanos europeos, Alejandro III regresó a Roma en 1165, pero Barbarroja, consciente del papel que sus predecesores tenían en los nombramientos papales, decidió intervenir directamente. Como una demostración de su poder, Barbarroja atacó algunas ciudades del norte de Italia mientras se dirigía victorioso hacia Roma, pero una epidemia se extendió entre los soldados del ejército imperial —posiblemente malaria— y que incluso afectó al emperador. Esto le obligó a salir de Roma —que ya se había rendido— y volvió precipitadamente al norte de Italia en busca de refuerzos (agosto de 1167).
Unos meses antes de la epidemia que redujo el ejército imperial, las comunas de la Italia septentrional fundaron la Liga Lombarda, una unión militar cuyo nombre en latín era Societas Lombardiae. De acuerdo a la leyenda popular, las comunas sellaron su alianza de 7 de abril de 1167 con el «juramento de Pontida», un acontecimiento cuestionado por los historiadores porque no se menciona en las crónicas contemporáneas y debido al hecho de que la primera mención es en un documento de 1505. El 1 de diciembre de 1167, la Liga Lombarda creció considerablemente con la adhesión de las comunas de la Liga Veronesa. Al llegar al norte de Italia, Barbarroja decidió hacer frente a la Liga, pero debido al fracaso de algunos asedios y el crecimiento constante en el número de ciudades que integraban la alianza militar, decidió posponer la confrontación y volvió a Alemania (1168). Luego de la partida del emperador, el papel de la Liga Lombarda se limitó a la resolución diplomática o militar de las revueltas que estallaban periódicamente entre las comunas pertenecientes a la alianza.
Poco después de la partida de Barbarroja, la Liga fundó una nueva ciudad, Alessandria, llamada así en honor del papa Alejandro III, quien apoyaba a las comunas italianas, tanto que la coalición militar era dirigida simbólicamente por el pontífice. La fundación de una nueva ciudad sin el consentimiento imperial fue un duro golpe para Barbarroja, quien decidió solucionar militarmente la cuestión italiana.

### Quinta y última campaña

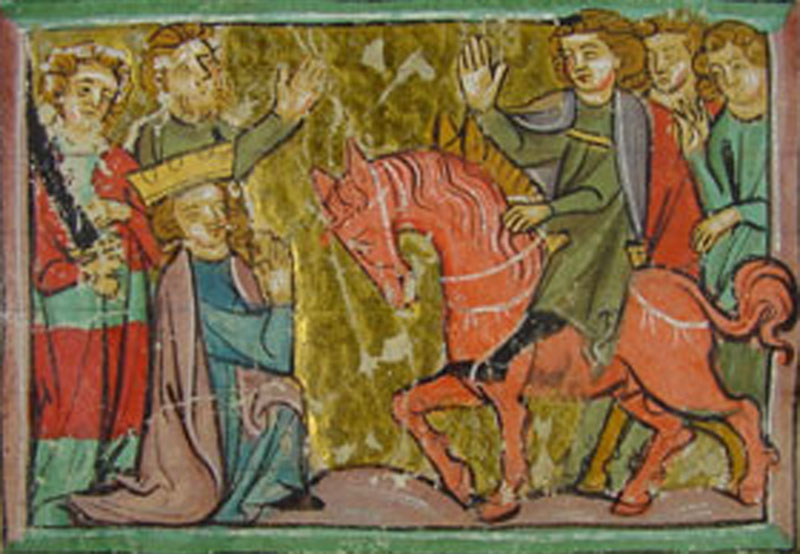
Barbarroja y Enrique el León.

En 1174, Barbarroja intentó resolver definitivamente la situación y llegó a Italia por quinta vez con un poderoso ejército de unos diez mil hombres. En lugar de atravesar los Alpes por el paso del Brennero, controlado por la Liga, el emperador cruzó la región de Saboya gracias al apoyo del conde Humberto III. En la primera fase de la campaña pudo someter fácilmente a algunas ciudades italianas noroccidentales, pero no logró conquistar Alessandria (1174-1175). Después de este fracasado asedio y con el ejército exhausto, Barbarroja se dirigió a su aliada Pavía (abril de 1175) y, justo antes de que las autoridades saquearan sus provisiones, trató de llegar a un acuerdo, sin éxito, con el ejército de la Liga. En algún momento, durante las negociaciones en el castillo de Montebello, el emperador creyó que alcanzaría un acuerdo ventajoso y despidió a la mayor parte de su ejército; sin embargo, las reuniones fracasaron en mayo de 1175 y los ejércitos se prepararon nuevamente para la guerra.
Al darse cuenta del error cometido, el emperador se reunió en Chiavenna entre enero y febrero de 1176 con su primo Enrique el León y otros terratenientes con el objetivo de reunir refuerzos para continuar la campaña. Ante la negativa de Enrique, Barbarroja escribió a su esposa Beatriz y los arzobispos de Colonia y Magdeburgo —Philipp von Heinsberg y Wichmann von Seeburg, respectivamente— pidiéndoles tropas adicionales. Después de recibir el apoyo de estos últimos, Barbarroja se trasladó a Bellinzona para recibirlos, pero, cuando las tropas llegaron, se dio cuenta de que eran menos numerosas de lo que esperaba y estaban constituidas únicamente por jinetes. De acuerdo con fuentes sobrevivientes de la época, eran mil a dos mil caballeros —según la mayoría de los historiadores, esta última cifra es la más probable—.
A pesar de la escasez de refuerzos procedentes de 16 líderes alemanes y otros aliados italianos, el emperador decidió partir de los valles alpinos y reanudar su camino desde Como hacia Pavía, dos aliados que estaban separados por un territorio hostil que se caracteriza por la presencia de grandes zonas cubiertas por bosques impenetrables que permitían un viaje relativamente seguro. Su objetivo era reunirse con el resto de su milicia y combatir con las tropas comunales milanesas en Alessandria; Barbarroja consideró que una marcha a paso forzado y bordeando el río Tesino podría eludir las fuerzas enemigas hasta Pavía. No obstante, la Liga Lombarda intentó interceptar y atacar al ejército imperial para evitar la reunificación de los ejércitos teutónicos. La milicia lombarda se encontraba a la mitad de su capacidad —quince mil hombres—, ya que no contaba con las fuerzas militares de las ciudades que formaban parte de la alianza —treinta mil hombres— y que estaban dispersas por Milán.
La Liga Lombarda era comandada por el cremonés Anselmo da Dovara y el vicentino Ezzelino da Romano, quienes representaban las dos regiones de la coalición militar: Lombardía y Véneto. En esta ocasión, las operaciones militares de las tropas comunales fueron lideradas por el milanés Guido da Landriano, excónsul de la ciudad de Milán —sede de la Liga Lombarda— y experto jinete.

## La batalla

### Barbarroja en Cairate

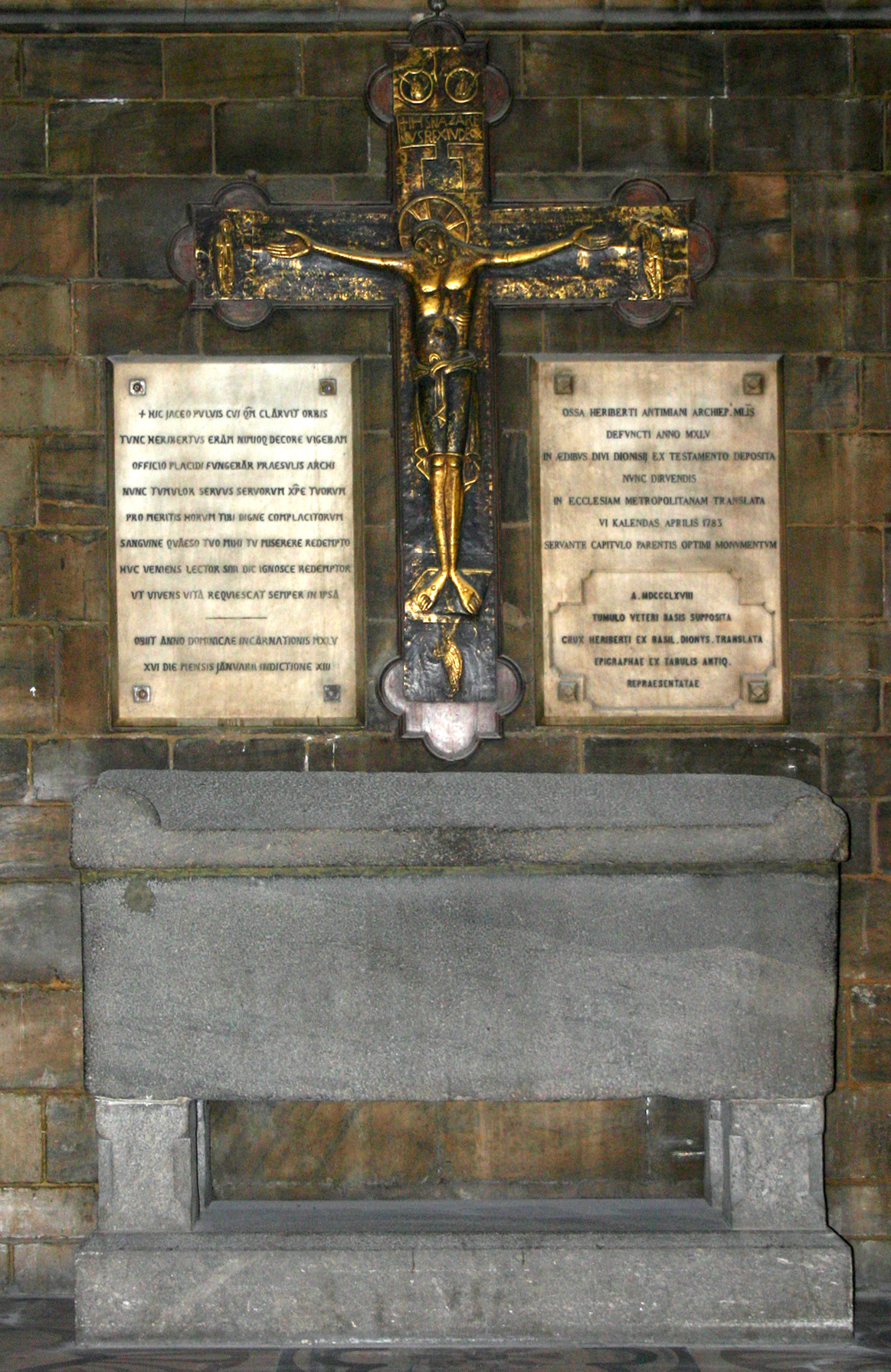
Sepulcro y réplica de la cruz del arzobispo Ariberto da Intimiano en la catedral de Milán.

Entre el 28 y el 29 de mayo de 1176, durante su descenso hacia Pavía, Barbarroja acampó con sus tropas alrededor del monasterio benedictino de Cairate, una parada muy peligrosa. Los historiadores consideran que esto pudo haber provocado un retraso de los alemanes con respecto a los avances de la Liga en las cercanías. Probablemente, el emperador pasó la noche en la finca de los condes de Castelseprio, quienes eran enemigos de Milán. Según la leyenda, Barbarroja cabalgó solo desde Cairate y cruzó el río Olona —la única barrera natural que le separaba de sus aliados paveses—. Después de inspeccionar la zona, confió que tenía la oportunidad de entrar en territorio pavés si recorría con cautela los últimos 50 km de camino.
De acuerdo a la mayoría de los historiadores, el ejército imperial que acampaba en Cairate constaba de tres mil hombres —dos mil de estos eran refuerzos de los príncipes alemanes— y la mayoría era caballería pesada capaz, de ser necesario, de luchar a pie. A pesar de la disparidad numérica, el ejército teutón era temido por sus enemigos, ya que estaba compuesto por soldados profesionales. En cambio, el ejército de la Liga consistía principalmente de ciudadanos que habían sido reclutados por la urgencia; debido el alto costo de los caballos y las armaduras, los jinetes provenían de la clase alta, mientras que los soldados de infantería eran en su mayoría campesinos y ciudadanos de las clases sociales más bajas.

### Elcarrocciollega a Legnano

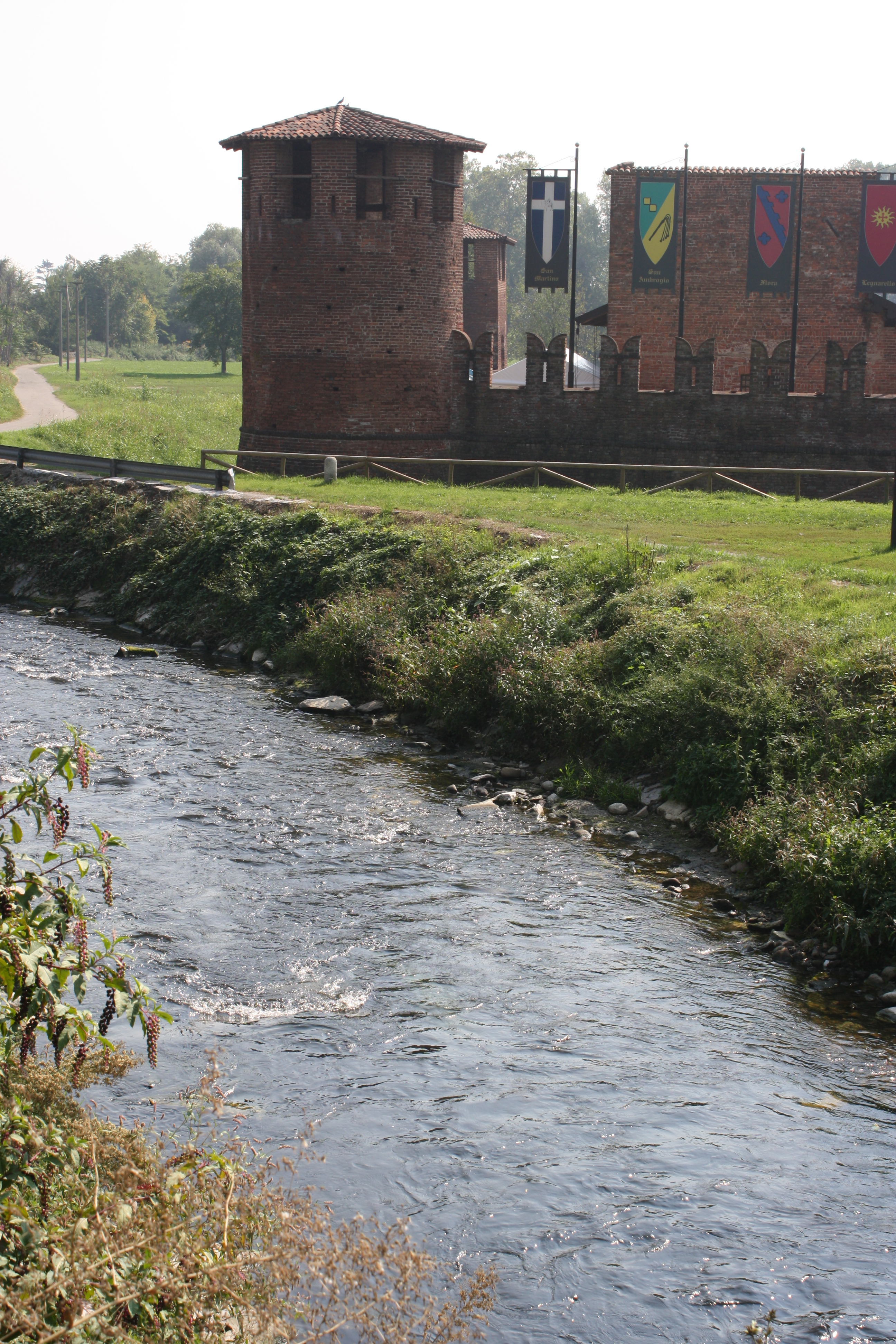
El río Olona a su paso por el castillo Visconteo de Legnano.

En ese momento, los lombardos no sabían que Barbarroja acampaba en Cairate, ya que los comandantes de la Liga suponían de que el emperador estaba muy lejos, incluso creían que seguía en Bellinzona esperando refuerzos. Por esta razón, el carroccio —un vagón considerado símbolo de la autonomía de las comunas de la Liga Lombarda y que llevaba la cruz del arzobispo de Milán, Ariberto da Intimiano— fue escoltado por los soldados desde Milán hasta Legnano, cruzó el Olona y fue colocado en un terraplén, presumiblemente arbolado, que flanquea el río para tener una defensa natural en ese lado del afluente.
De esta manera, Barbarroja —quien seguiría la corriente del río desde Castellanza— se vería obligado a atacar al ejército local en una situación de desventaja y sería derrotado en un valle cercano, pero esta estrategia erró porque Barbarroja venía desde Borsano —es decir, al otro lado del río— y forzó a las tropas lombardas a tomar una posición defensiva alrededor del carroccio y con el río bloqueando la ruta de escape. Otra posible razón que llevó a las tropas comunales a colocar el carroccio en Legnano fue anticipar la llegada de Barbarroja, que se creía muy lejos. Planeaban atacar Seprio con el fin de evitar una nueva alianza entre ambos: de hecho, Seprio un territorio históricamente afín con el emperador junto con otra región de Lombardía, Martesana.

Mapa animado que muestra las fases de la batalla y los movimientos de las tropas.

Las tropas de la Liga Lombarda ocupaban el área entre Legnano, Busto Arsizio y Borsano. El resto del ejército, con aproximadamente quince mil efectivos —tres mil jinetes y doce mil soldados de infantería—, se había desplegado a lo largo del camino entre Milán y Legnano. La decisión de colocar el carroccio en Legnano no era casualidad. En esa época, los viajeros del norte consideraban a la aldea como la ruta más accesible a Milán, ya que está situado en el extremo del valle del Olona, que termina en Castellanza; esa brecha debía cerrarse y defenderse con firmeza para impedir cualquier ataque. En esa área también hay una importante calzada que existía desde la época romana, la Vía Milán-Verbano, que conectaba Mediolanum —ahora Milán— con el Verbannus Lacus —el lago Verbano o Mayor—. Esta ruta fue retomada por Napoleón Bonaparte para construir la carretera troncal de Simplon.
Por esta razón, en Legnano había una fortificación medieval: el castillo de Cotta, que se había construido durante las incursiones de los bárbaros húngaros y que fue utilizado más adelante en la batalla de Legnano como un puesto avanzado militar. Más tarde, el castillo de Cotta fue sustituido por el de San Giorgio o Visconteo —que se encuentra más al sur y limita con el Olona— como un baluarte defensivo de Legnano. El castillo de Cotta era flanqueado por un sistema defensivo que consistía en murallas, un foso inundado que rodeaba el pueblo y dos puertas de acceso; con esto, el Legnano medieval parecía una ciudadela fortificada.
Un segundo motivo para la colocación del carroccio en Legnano se debe a que la población de la zona no era hostil a las tropas de la Liga, ya que eran conscientes de la devastación causada por Barbarroja unos años antes, por lo que proporcionaron apoyo logístico al ejército lombardo. Desde el punto de vista estratégico, el ejército comunal contaba en Legnano con la posibilidad de impedir cualquier plan del emperador: atacar Milán o llegar a Pavía, por ejemplo.

### Primer encuentro entre los ejércitos en Borsano

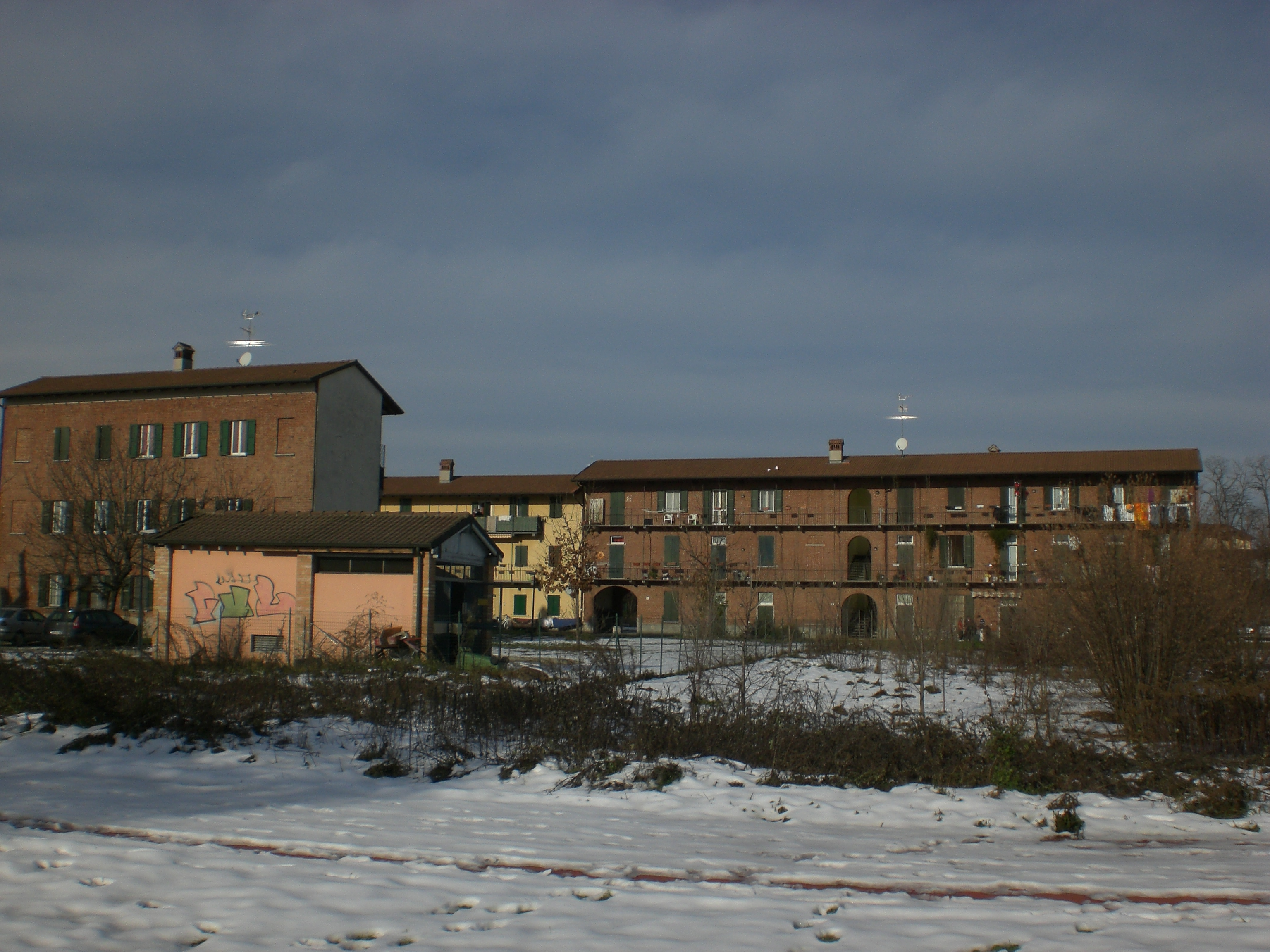
La finca Brughetto en Sacconago.

Después de pasar la noche en Cairate, Barbarroja reanudó la marcha a Pavía en dirección al río Tesino. Mientras tanto, algunos soldados de la vanguardia de la Liga —unos setecientos jinetes que se separaron del ejército principal— estaban estacionados en Legnano y recorrieron el territorio entre Borsano y Busto Arsizio. Según otras fuentes, los caballeros llegaron a controlar la zona comprendida entre Borsano y Legnano, que hoy conforma los distritos de Ponzella y Mazzafame.
A unos 4.5 km de Legnano, cerca de la finca Brughetto, los setecientos jinetes lombardos mencionados se encontraron —justo al lado de un bosque— con trescientos patrulleros de la caballería del ejército imperial, pero que solo representaban la vanguardia de las tropas de Barbarroja. Superiores en número, los caballeros de la Liga atacaron a la tropa imperial con el objetivo de reducir a los soldados enemigos dispersos. Inmediatamente después de los primeros enfrentamientos, Barbarroja llegó con el resto del ejército y atacó a las tropas comunales. Algunos cronistas contemporáneos aseguran que los consejeros del emperador le sugirieron aprovechar el tiempo para preparar una nueva estrategia, pero Barbarroja rechazó tomar ventaja de la superioridad numérica y volver a territorio hostil, ya que una retirada hubiera causado un grave daño a su reputación. Por tanto, durante el curso de la batalla se invirtió y las tropas imperiales forzaron el retroceso de la primera línea del ejército lombardo en medio de la confusión.
El choque obligó a los jinetes lombardos a huir hacia Milán y dejaron solos a los soldados que defendían al carroccio en Legnano. Entonces, Barbarroja decidió atacar al carroccio con la caballería pesada, ya que solo estaba defendido por infantería —que según los cánones de la época, era inferior en poder a la caballería— y por un pequeño número de milicianos a caballo.

### Defensa delcarroccioy epílogo

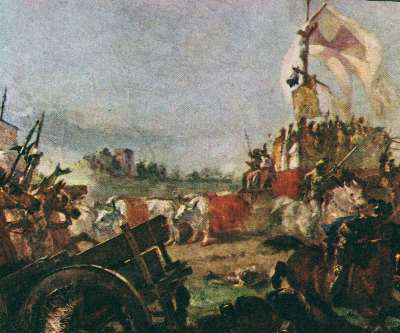
El carroccio de la batalla de Legnano en una pintura de Amos Cassioli.

Para pesar de Barbarroja, el supuesto dominio que se atribuía a la caballería sufrió un duro revés en este punto de la batalla. En Legnano, la infantería comunal —después de haber sida atacada por Barbarroja— se ubicó alrededor del carroccio con los pocos jinetes que quedaban y se organizó en algunas líneas defensivas de soldados protegidos por escudos a lo largo de un amplio semicírculo de 2–3 km que rodeaba el carroccio. Entre cada escudo colocaron lanzas y la primera línea de soldados de infantería se arrodilló para formar un haz de lanzas que apuntaban hacia el enemigo. El combate duró desde las ocho o nueve de la mañana hasta las tres de la tarde y se caracterizó por cargas repetidas con largas pausas para recuperarse de la fatiga y reorganizar las tropas; las dos primeras líneas finalmente cedieron, pero la tercera resistió los ataques. Según otras fuentes, las cuatro primeras líneas defensivas fueron derrotadas y la única que repelió los ataques fue la quinta y última.
Mientras tanto, las tropas comunales se estaban reagrupando en Milán para reunirse con el ejército principal de la Liga en Legnano; cuando llegaron a la aldea, la tropa alrededor de carroccio era atacada desde los flancos y la retaguardia por las tropas imperiales, las cuales ya estaban agotadas tras recibir varios asaltos. Con la llegada de la caballería, la infantería en el carroccio pasó a la contraofensiva. Al ver que los lombardos se reagrupaban en torno al carroccio, Barbarroja pensó que podría animar a sus tropas si se colocaba en medio de la batalla en vez de dirigirlos desde la retaguardia, pero esto no provocó el resultado deseado. En medio del fervor de la batalla, el emperador se lanzó al centro del campo, pero su caballo fue herido de muerte y desapareció de la vista de los combatientes; además, el abanderado imperial murió al ser atravesado por una lanza. Las tropas de Barbarroja fueron atacadas en sus flancos, por lo que comenzaron a desmoralizarse y creyeron que perderían en ese lugar.
La estrategia del emperador de resistir hasta la noche y después, al finalizar la batalla, replegarse para recuperarse y reagruparse no funcionó. Cabalgaron desde Turbigo y Dairago en dirección al Tesino, pero fueron perseguidos por las tropas de la Liga durante 13 km. El río fue el escenario de la última fase de la batalla, que terminó con la captura y muerte de muchos soldados imperiales, así como el saqueo del campamento militar de Barbarroja en Legnano. El emperador tuvo dificultades para evadir a los lombardos y contactar con sus aliados paveses.
Después de la batalla, los soldados milaneses escribieron a Bolonia —su aliado en la Liga— que, entre otras cosas, tenían en su poder, precisamente en Milán, un gran botín en oro y plata, el estandarte, el escudo, la lanza imperial y muchos prisioneros, entre ellos el conde Bertoldo de Zähringen —duque de Carintia—, Felipe de Alsacia —uno de los nietos de la emperatriz Beatriz— y Goswin von Heinsberg —hermano del arzobispo de Colonia, Philipp—.

## Bajas

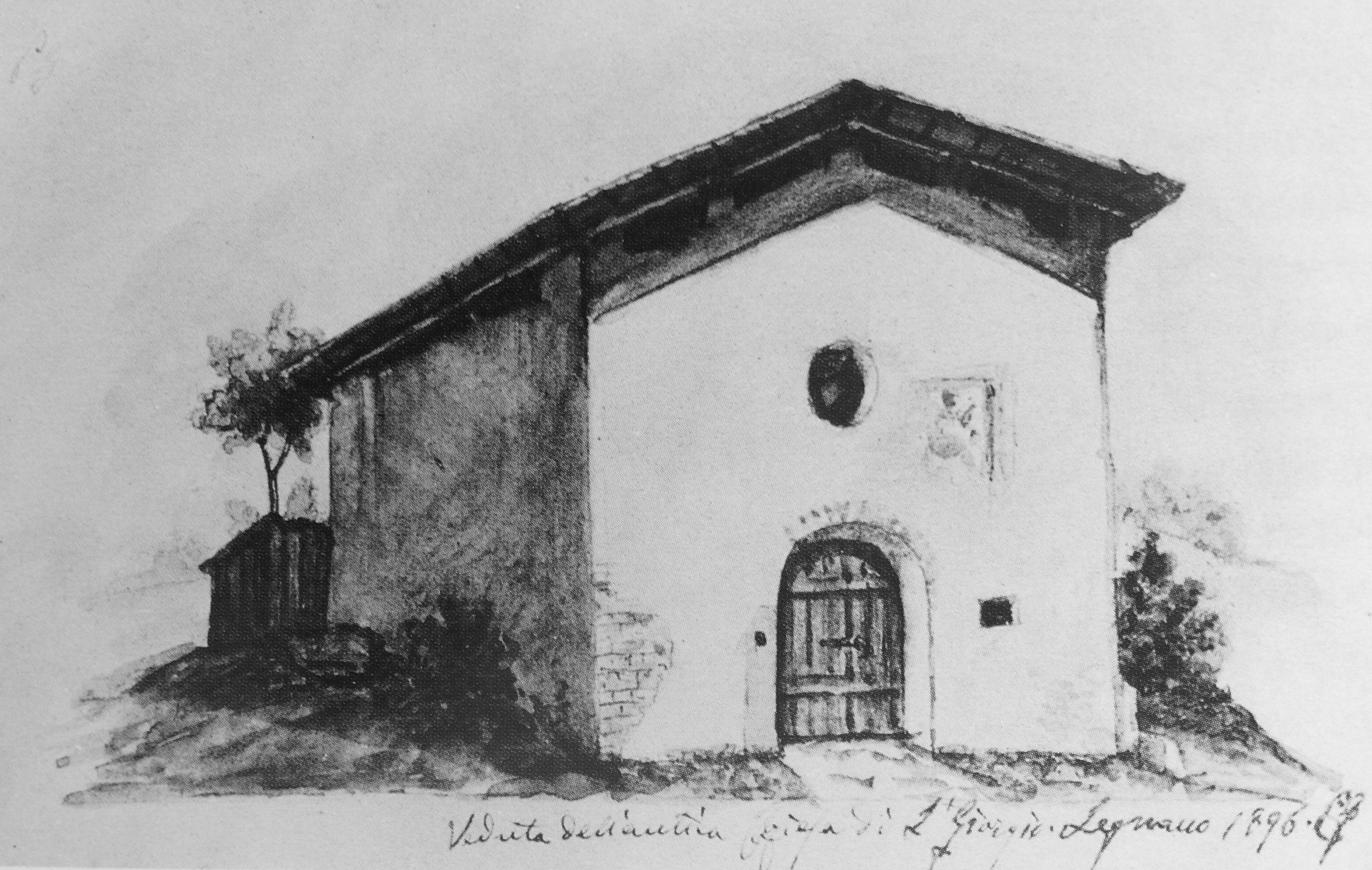
La antigua iglesia medieval de San Giorgio en una acuarela de Giuseppe Pirovano (1892).

No permanecen datos precisos sobre las pérdidas sufridas por los dos ejércitos que se enfrentaron en la batalla de Legnano. A partir de las descripciones contemporáneas, los historiadores concluyen que el ejército imperial sufrió grandes pérdidas, mientras que los lombardos tuvieron pocas. Según algunas investigaciones realizadas por el arqueólogo Guido Sutermeister, parte de los muertos en la batalla fueron enterrados alrededor de la iglesia de San Giorgio, que ahora no existe, y que se encontraba sobre la colina de San Martín a lo largo de la moderna calle Dandolo, cerca de la iglesia homónima en Legnano.

## Análisis

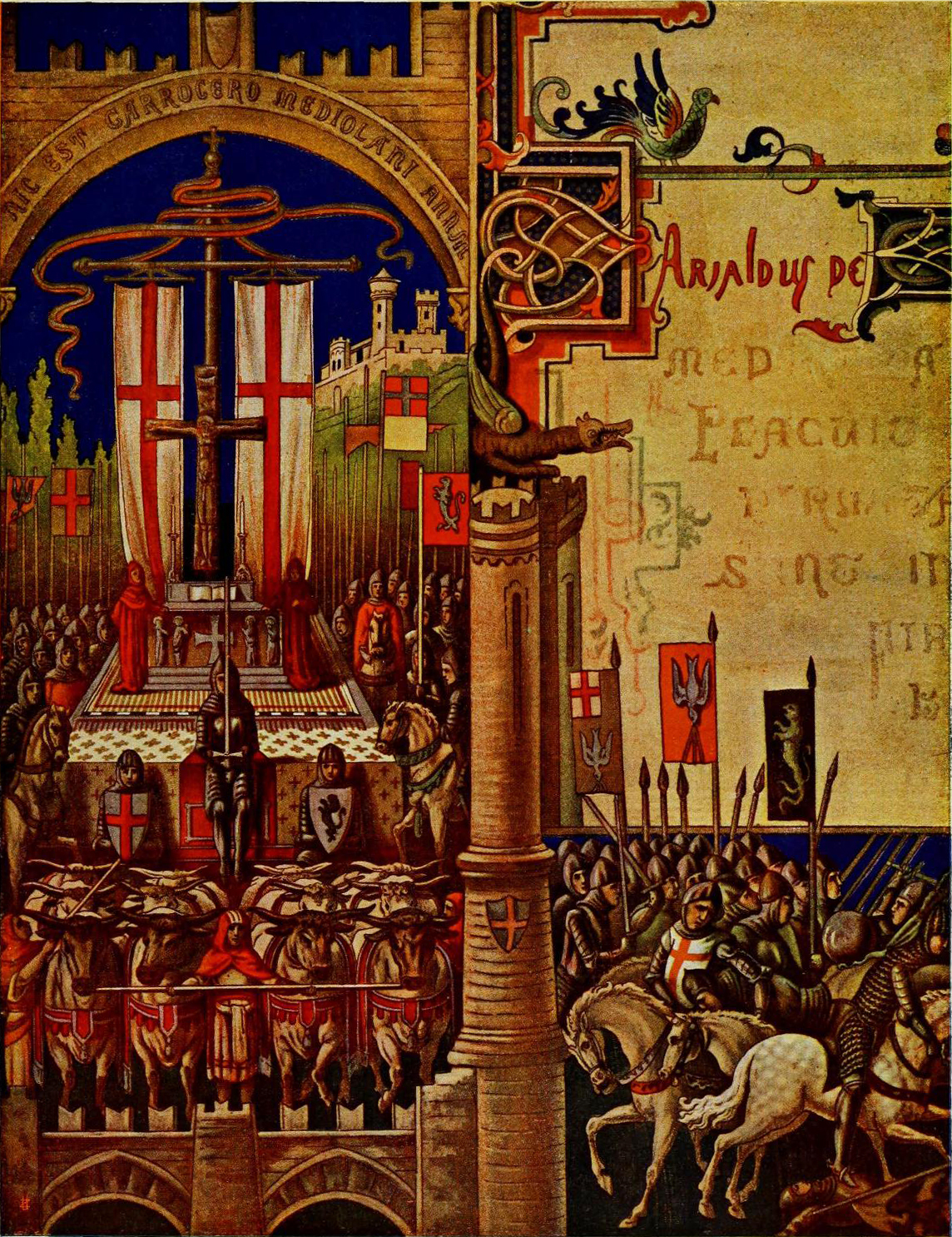
En carroccio con la cruz de Ariberto da Intimiano en una miniatura del.

Desde el punto de vista militar, la batalla de Legnano fue un enfrentamiento importante, ya que intervino una cantidad considerable de soldados. De hecho, la cifra de soldados de otras batallas importantes en el mismo período histórico es comparable, por ejemplo, con la batalla de Muret, en la que participaron mil cuatrocientos jinetes aragoneses y ochocientos franceses.
En el plano estratégico, ambos bandos se prepararon cuidadosamente para el combate. Barbarroja seleccionó un sendero alpino no controlado por los lombardos, solicitó refuerzos y cruzó nuevamente los Alpes por un camino distinto al del Brennero para llegar fácilmente a Pavía. Un mala decisión habría terminado en un viaje más largo y por territorio enemigo. Además, para acortar su viaje a Alessandria —su verdadero objetivo— utilizó el elemento sorpresa, que en parte consiguió. Los líderes de la Liga Lombarda también previeron la situación: para detener al emperador, anticiparon sus movimientos y se desplazaron hacia Legnano para bloquear el camino con el resto de su ejército, lo que le obligó a luchar en una zona conocida por los lombardos.
Una de las fases más importantes de la batalla fue la enérgica resistencia de la infantería que rodeaba el carroccio después de la retirada temporal de la caballería; alrededor de la insignia de las comunas lombardas, la infantería resistió ante un ejército militarmente superior y a caballo. El carroccio también tenía una función táctica: debido a su gran valor simbólico, el ejército local debía protegerlo a toda costa en caso de retirada. Esto mismo sucedió porque la infantería comunal se agrupó en un amplio semicírculo alrededor del carroccio para defenderlo. Las lanzas entre los escudos de la línea defensiva fue otra de las razones para la victoria, ya que constituyeron un bastión difícil de superar. Además, las tropas comunales estaban agrupadas según el territorio de origen y estaban compuestas por hombres de la misma familia o vecindario, lo que contribuyó a cerrar filas eficientemente. Aparte de luchar por sus compañeros de armas, los soldados lombardos intentaban defender la libertad de su ciudad y sus posesiones; esto fue un estímulo adicional para resistir ante el enemigo.
La batalla representa uno de los primeros ejemplos en los que la infantería medieval fue capaz de demostrar su potencial táctico contra la caballería. No obstante, el motivo de la victoria de las tropas comunales también está relacionado con la caballería ligera que llegó más tarde e hizo la carga decisiva contra el ejército imperial.

## Documentos históricos y campos de batalla

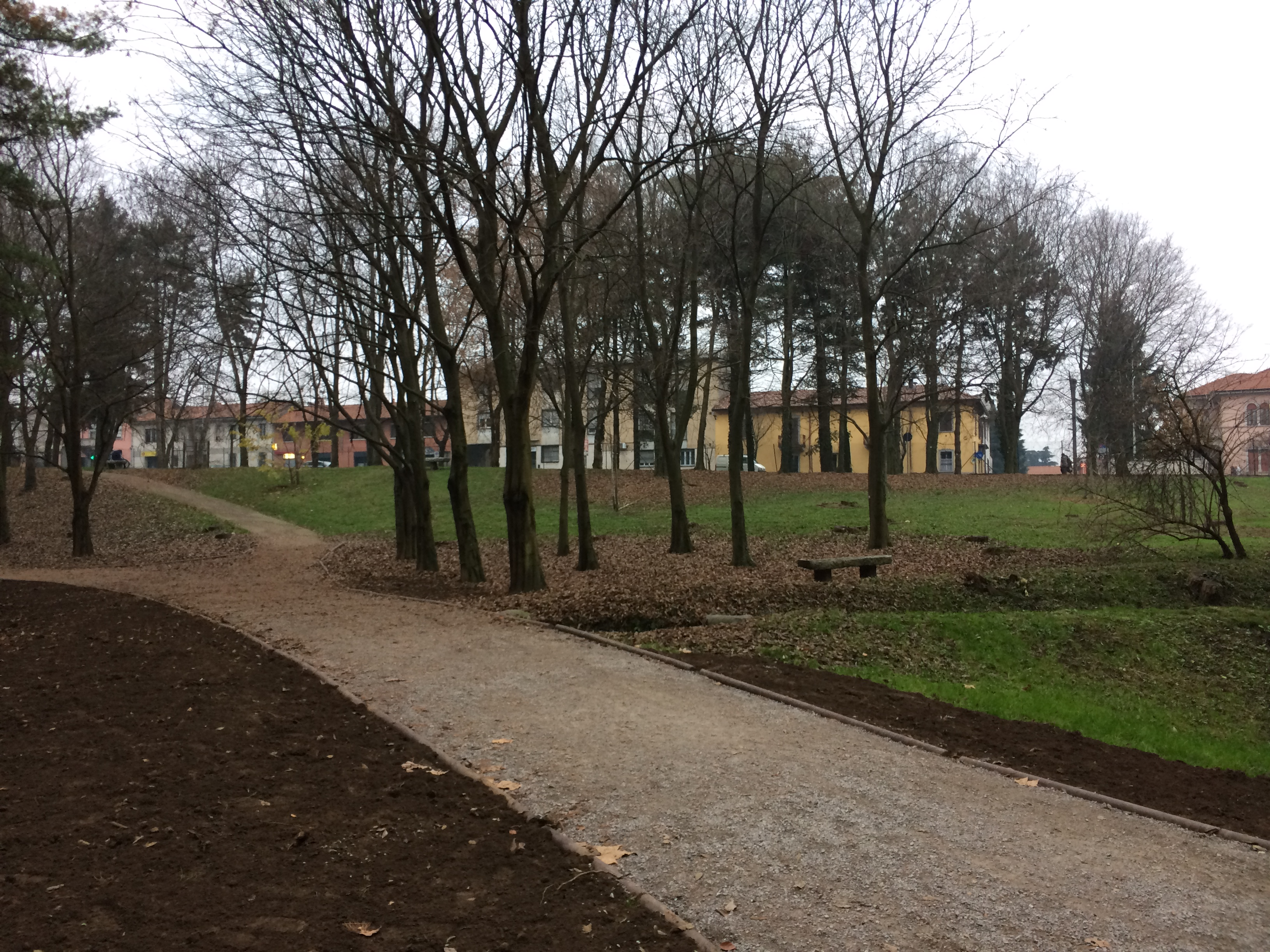
Parque Castello en Legnano. En el fondo se observa el barrio de Costa di San Giorgio, mientras que en el primer plano se visualiza una pendiente que pudo haber sido el escenario de la batalla de Legnano.

Dada la escasez de archivos originales de cronistas contemporáneos, es difícil establecer con precisión la ubicación de los combates. De hecho, las crónicas que mencionan la batalla son escritos cortos de cien o doscientas palabras, excepto la Vita di Alessandro III (Vida de Alejandro III) redactada por el cardenal Boso Breakspear que tiene aproximadamente cuatrocientas palabras. En algunos documentos, los nombres de lugares fueron mal transcritos por los copistas de la época que no conocían la geografía de la zona.
Las fuentes sobre la batalla de Legnano se dividen en tres categorías: las crónicas escritas por milaneses o copistas de ciudades integrantes de la Liga Lombarda, los escritos provenientes del Sacro Imperio o sus aliados y los documentos eclesiásticos del papa. Las crónicas milanesas aseguran que la batalla ocurrió de/apud/iuxta/ad Lignanum («... desde/en/frente a/cerca de Legnano...») o inter Legnanum et Ticinum («... entre Legnano y el Tesino...»). Entre ellas destaca Gesta Federici I imperatoris in Lombardia (La gesta del emperador Federico I en Lombardía), un documento elaborado por dos comentaristas anónimos y que se divide en dos partes: la primera fue escrita por un cronista desconocido entre 1154 y 1167 y la otra fue completada por otro anónimo en 1177; el historiador Sire Raul las transcribió en sus crónicas en 1230. Apud Legnanum («... en Legnano...») también aparece en los anales de Brescia, los de Crema, el cronista genovés Ottobono, Salimbene de Parma y el obispo de Crema. Sin embargo, las crónicas alemanas contemporáneas no especifican el lugar de la batalla y se limitan a describir escuetamente los acontecimientos; entre los documentos más importantes están los anales de Colonia, los escritos de Otón de Frisinga y las crónicas de Godofredo de Viterbo. Las fuentes eclesiásticas más importantes que sobreviven son los papeles del arzobispo de Salerno y la Vita di Alessandro III por el cardenal Boso Breakspear —mientras la primera no aporta información sobre el lugar, la segunda utiliza el topónimo Barranum, posiblemente una errata—.
Entre las fuentes posteriores a la batalla, Bonvesino de la Riva —quien escribió sobre la batalla un siglo después— afirmó que el enfrentamiento había ocurrido inter Brossanum et Legnanum («... entre Borsano y Legnano...»), en tanto que Goffredo da Bussero —contemporáneo de Bonvesino— informa imperator victus a Mediolanensisbus inter Legnanum et Borsanum («... el emperador fue derrotado por los milaneses entre Legnano y Borsano...»).
La primera fase de la batalla, que está relacionada con el encuentro inicial entre los dos ejércitos, parece haber tenido lugar entre Borsano y Busto Arsizio. En particular, este punto de vista es sostenido por el documento de los comentaristas anónimos que dice:

Postea vero MCLXXVI quarto Kal. Iunii, die sabbati, cum essent Mediolanenses iuxta Legnanum, et cum eis essent milites Laude L et milites Novarie et Vercellarum circa trecentos, Placentie vero circa duecentos, militia Brixie et Verone et totius Marchie — pedites vero Verone et Brixie erant in civitate, alii iuxta in itinere et proficiscebantur ad exercitum Mediolanensium —: Federicus imperator erat cum Cumanis omnibus castrametatus iuxta Cairate cum Theothonicis militibus fere mille; et dicebatur, quod erant duo milia, quos venire fecerat per Disertinam tam privatissime, quod a nemine Longobardorum potuit sciri. Imo cum dicebatur, quod essent apud Bilinzonam, fabulosum videbatur. Et cum vellet transire et Papiam ire, credens, quod Papienses deberent ei obviare, Mediolanenses obviaverunt ei cum suprascriptis militibus inter Borxanum et Busti Arsitium, et ingens proelium inchoatum est. Imperator vero milites qui erant ex una parte iuxta carocerum fugavit, ita quod fere omnes Brixienses et de ceteris pars magna fugerunt usque Mediolanum et pars magna de melioribus Mediolanensibus. Ceteris steterunt iuxta carocerum cum peditibus Mediolani et viriliter pugnaverunt. Postremo imperator versus est in fugam, Cumani vero fere omnes capti fuerent, Theothonicorum multi capti, interfecti, et muti in Ticino necati sunt.
El sábado, 29 de mayo de 1176, mientras los milaneses estaban en Legnano con cincuenta caballeros de Lodi, cerca de trescientos de Novara y Vercelli, aproximadamente doscientos de Plasencia, con la milicia de Brescia, Verona y todas las marcas [se refiere a la región de Treviso] —la infantería de Verona y Brescia estaba en la ciudad, los demás se ubicaron cerca de la calzada y luego se reunieron con el ejército de los milaneses—, el emperador Federico estaba acampando con soldados de Como cerca de Cairate, con cerca de un millar de caballeros alemanes, y se decía que eran dos mil los que habían llegado a través del valle de Disentis [puerto de Lukmanier], de una manera tan secreta que ninguno de los lombardos lo supo. De hecho, pensaban que [Barbarroja] seguía en Bellinzona. El emperador deseaba llegar a Pavía, porque pensaba que los paveses irían a su encuentro. En lugar de ello, se encontró a los milaneses con los jinetes ya mencionados, entre Borsano y Busto Arsizio, y fue atacado en una recia batalla. Los jinetes que estaban junto con el carroccio salieron despavoridos cuando se encontraron al emperador, por lo que casi todos los brescianos y parte de los caballeros huyeron a Milán, así como la mayoría de los mejores milaneses. Otros se quedaron alrededor del carroccio con la infantería de Milán y lucharon heroicamente. Finalmente, el emperador se dio a la fuga, casi todos los soldados de Como fueron capturados, muchos alemanes fueron capturados y asesinados y muchos murieron en el Tesino.
Gesta Federici I imperatoris in Lombardia de los cronistas anónimos.

En cuanto a los últimos eventos, que incluyen la defensa del carroccio y los enfrentamientos sucesivos y decisivos entre los dos ejércitos, la Vita di Alessandro III de Boso —un contemporáneo de la batalla— proporciona un indicio importante: este texto aporta los topónimos —mal escritos por los copistas— Barranum y Brixianum, que pudieron ser originalmente «Legnano y Borsano» o «Busto Arsizio y Borsano», y la distancia precisa entre el lugar de la última etapa de la batalla y Milán, 15 millas (unos 22 km), que es el recorrido exacto entre Legnano y Milán. Este último dato vuelve a aparecer en manuscritos posteriores, pero en ellos se menciona explícitamente a Legnano. De hecho, en la Vita di Alessandro III se afirma que:

[... Mediolanenses] venerunt in magna multitudine ad quendam congruum sibi locum, inter Barranum e Brixianum, hora quasi tertia, quintodecimo miliario ad urbe. [...]
[... Los milaneses] se apostaron, en gran número, en un lugar que les fuera adecuado, entre Barrano y Brissiano, a eso de las ocho [de la mañana] a quince millas de la ciudad. [...]
Vita di Alessandro III por el cardenal Boso Breakspear.

La misma fuente también menciona una distancia de 3 millas (4.5 km) desde Legnano al referirse al primer encuentro de los dos ejércitos, lo que confirma la hipótesis de que esta fase de la batalla tuvo lugar entre Borsano y Busto Arsizio. Sobre esto, el mismo documento informa que:

[...] Tunc premiserunt septingentos milites armatos versus Cumas, ut scirent, qua parte veniret potentissimus, et fortissimus eorum adversarius. Quibus per tria fere miliaria proficiscentibus trecenti Alamannorum milites obviaverunt, quorum vestigia Fredericus cum toto exercitu sequebatur, accintus ad prelium committendum. [...]
[...] Después enviaron hacia el norte, en dirección a Como, unos setecientos soldados para saber en qué lugar se encontraba el adversario poderoso y formidable. Allí se encontraron con 300 soldados alemanes, luego de tres millas de cabalgata, que eran seguidos por Federico con todo su ejército, dispuesto a luchar. [...]
Vita di Alessandro III por el cardenal Boso Breakspear.

Sobre el nombre del lugar donde las tropas de la Liga Lombarda que huían se reunieron con el resto del ejército, las fuentes no son precisas. La crónica de cardenal Boso indica que las dos tropas se cruzaron a media milla (700 m) desde el carroccio:

[...] Lombardorum milites inviti terga dederunt, et ad carrocium Mediolanensium facere confugium exoptantes, non potuerunt a facie persequentis ibidem remanere, set cum reliqua fugentium multitudine ultra carrocium per dimidium miliare coacti sunt fugere. [...]
[...] Los lombardos se vieron obligados a escapar y, a pesar de que querían encontrar refugio en el carroccio de Milán, no podían enfrentarse al perseguidor, por eso huyeron con muchos desertores más allá del carroccio por media milla. [...]
Vita di Alessandro III por el cardenal Boso Breakspear.

Mientras que los anales de Plasencia apuntan a que el lugar de contacto se produjo cerca de Milán:

[...] Imperator autem milician Mediolani usque ad carocium fugavit pro maiori parte miliciarum Lombardorum usque ad civitatem fugientes. [...]
[...] Pero el emperador espantó a las tropas milanesas hacia el carroccio, mientras que la mayor parte de la milicia lombarda huyó a la ciudad. [...]
Anales de Plasencia.

En cuanto a la ubicación exacta del carroccio respecto a la topografía actual de Legnano, una de las crónicas de la batalla —los anales de Colonia— dice:

[...] At Longobardi aut vincere aut mori parati, grandi fossa suum exercitum circumdederunt, ut nemo, cum bello urgeretur, effugere posset. [...]
[...] Los lombardos, listos para vencer o morir en el campo, colocaron su ejército dentro de una gran fosa, de modo que cuando la batalla hubiera empezado nadie podría escapar. [...]
Anales de Colonia.

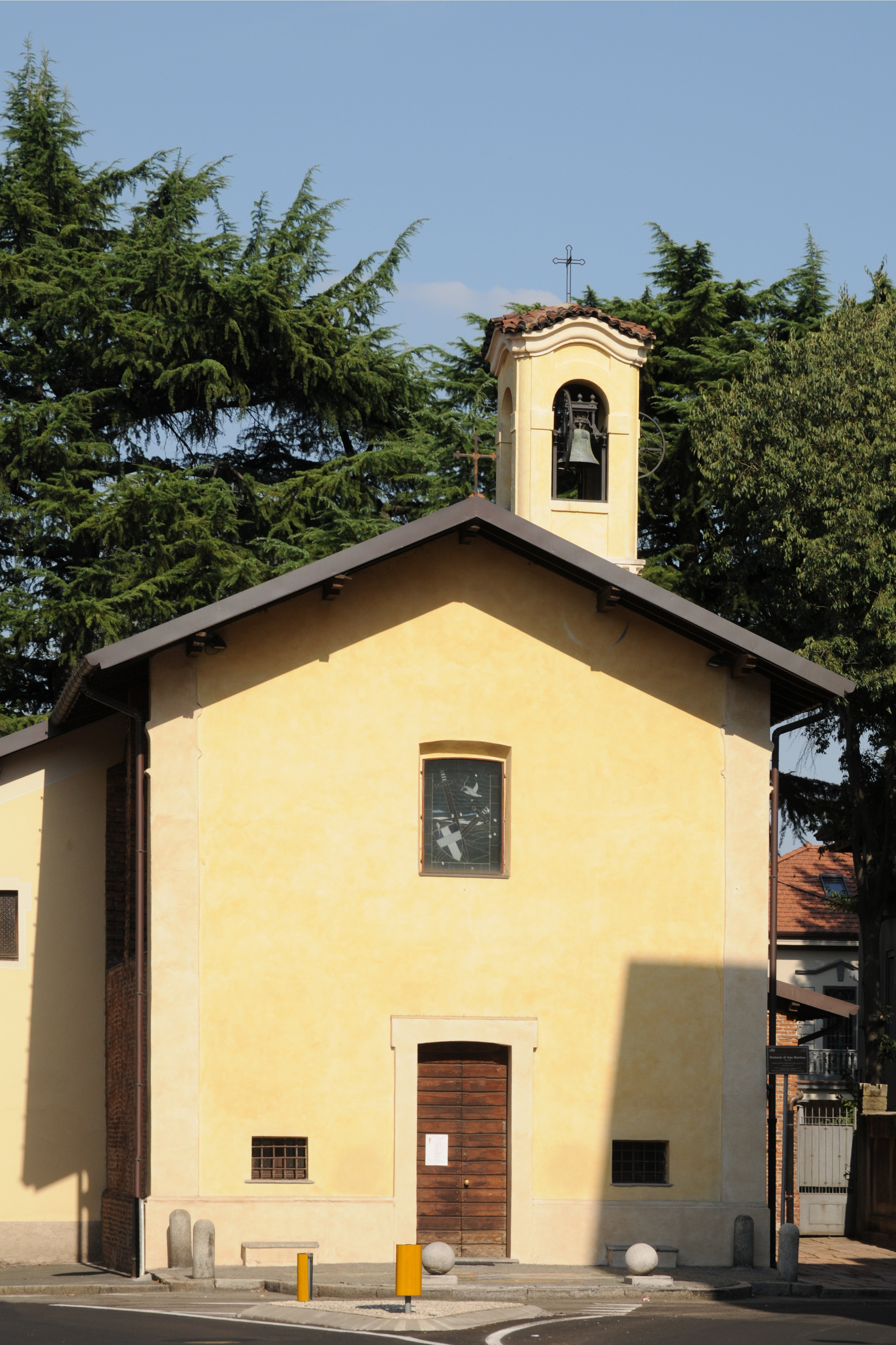
Iglesia de San Martín de Legnano.

Esto indica que el carroccio se encontraba en el borde de una pendiente que bordea al Olona y desde ese punto esperaron que la caballería imperial —que seguiría el curso del río— se viese obligada a subir el terraplén para atacar el centro del ejército lombardo. Teniendo en cuenta el desarrollo de la batalla, esto podría significar que la defensa del carroccio ocurrió en territorio del actual distrito de San Martino —más precisamente, cerca de la iglesia homónima del siglo XIV y que se ubica en un descenso suave cerca del Olona— o el barrio Costa di San Giorgio, ya que en el área circundante no existe otra depresión con características similares a las descritas. Por tanto, la batalla final también pudo haberse librado en lo que ahora se conoce como los distritos de Sant'Ambrogio y San Magno —entre el barrio de Costa di San Giorgio y el río Olona todavía existe una pendiente que más tarde se incorporó al parque Castello— y la comuna de San Giorgio su Legnano.
Una leyenda cuenta que en esa época había un túnel subterráneo que conectaba San Giorgio su Legnano con el castillo Visconteo de Legnano y que a través de este pasadizo Barbarroja pudo escapar y salvarse después de la derrota. Hacia finales del siglo XX, se encontraron escombros de un túnel subterráneo muy antiguo durante unas excavaciones: el primero de ellos se halla cerca de San Giorgio su Legnano, mientras que el segundo se descubrió en Legnano. Ambos fueron sellados inmediatamente por razones de seguridad. En otras excavaciones llevadas a cabo en 2014 en el castillo Visconteo se descubrió la entrada de otro túnel subterráneo.

## Consecuencias

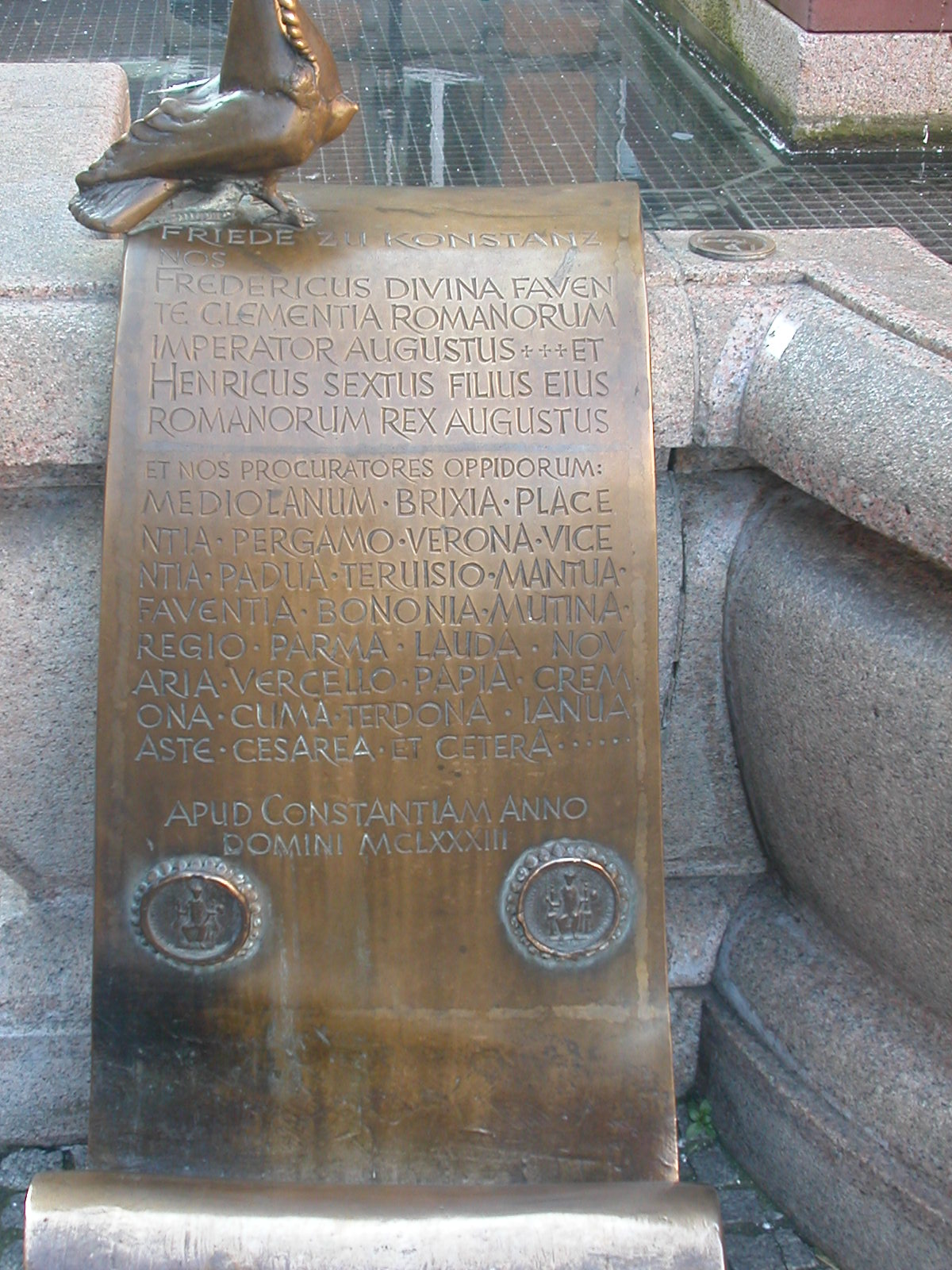
Placa conmemorativa del tratado de paz de Constanza.

La batalla de Legnano fue el fin de la quinta incursión de Barbarroja en Italia y su último intento de someter las comunas del norte de Italia. Barbarroja también perdió el apoyo militar de los príncipes alemanes —quienes habían aportado diez mil jinetes al comienzo de la campaña y otros tres mil antes de la batalla— y solo le enviaban escasos refuerzos que no servirían de mucho. Al no contar con el favor de los príncipes, Barbarroja trató de resolver la disputa de manera diplomática con un armisticio firmado en el congreso de Venecia de 1177. En esta tregua, el emperador reconoció a Alejandro III como papa legítimo y se sometía a su autoridad para poner fin al cisma gibelino de unos años antes.
Las primeras negociaciones de paz se llevaron a cabo en Plasencia entre marzo y mayo de 1183. Los representantes de la Liga Lombarda solicitaron la plena autonomía de las ciudades, el permiso de estas para construir libremente muros y fortificaciones, la exención de impuestos y la prohibición de cualquier injerencia imperial en los asuntos locales; anteriormente, estas demandas eran rechazadas por Barbarroja. Sin embargo, poco antes de las negociaciones de Plasencia, ocurrió algo beneficioso para el emperador: las autoridades de Alessandria acataron la autoridad imperial y Barbarroja la reconoció como ciudad del Sacro Imperio.
Las negociaciones finalizaron con la firma de la Paz de Constanza (25 de junio de 1183), que proporcionó el reconocimiento imperial de la Liga Lombarda. En cuanto a la situación individual de las ciudades, el emperador hizo concesiones administrativas, políticas y judiciales; específicamente, permitió amplia autonomía sobre la gestión de los recursos terrestres —bosques, cuerpos acuáticos y molinos, por ejemplo—, el sistema judicial y penal y, por último, aspectos militares —reclutamiento del ejército y libre construcción de muros defensivos y castillos—. Sin embargo, para la resolución de procedimientos legales, los vicarios imperiales intervendrían en la disputa en las causas de apelación que involucraban bienes o compensaciones superiores a 25 libras, pero podría variar según las leyes de cada comuna. Además, Barbarroja aprobó el derecho consuetudinario que las ciudades habían desarrollado en las décadas de enfrentamientos con el Imperio y la concesión oficial al derecho de tener un cónsul, pero debían jurar lealtad al emperador.
Las comunas de la Liga Lombarda reconocieron formalmente a las autoridades imperiales y aceptaron pagar el fodro sin regalías, aunque los ayuntamientos las siguieron recolectando. Además, las comunas italianas acordaron entregar al Imperio, en concepto de impuestos, 15 000 libras una tantum y una retribución anual de 2000 libras. Para Barbarroja, el mayor golpe que recibió por firmar este tratado no fue la autonomía de las comunas, sino que el papa logró fijar su superioridad sobre el Sacro Imperio Romano Germánico. De regreso en Alemania, Barbarroja tomó represalias contra Enrique el León —porque le consideraba traidor y causante de su derrota en Legnano— y aprovechó las disputas que el duque tenía con otros príncipes para juzgarle in absentia por insubordinación ante un tribunal de obispos y príncipes en Wurzburgo en 1180. La sentencia fue despojarlo de sus tierras y títulos y desterrarlo. Después, el emperador invadió el ducado de Sajonia y Enrique —abandonado por sus aliados— tuvo que exiliarse en Normandía, gobernada por su suegro Enrique II de Inglaterra, y permaneció allí hasta que se le permitió regresar en 1185, pero sin sus dignidades anteriores.
Años después, como parte del proceso de pacificación, el hijo del emperador, Enrique, se casó con Constanza, hija de Roger II y heredera del Reino de Sicilia. Federico II, hijo de Enrique y Constanza, fue elegido emperador del Sacro Imperio en 1220. La Paz de Constanza fue el único reconocimiento imperial de las prerrogativas de las comunas italianas, por esta razón los italianos la conmemoran desde hace siglos.

## Alberto da Giussano y la Compañía de la Muerte

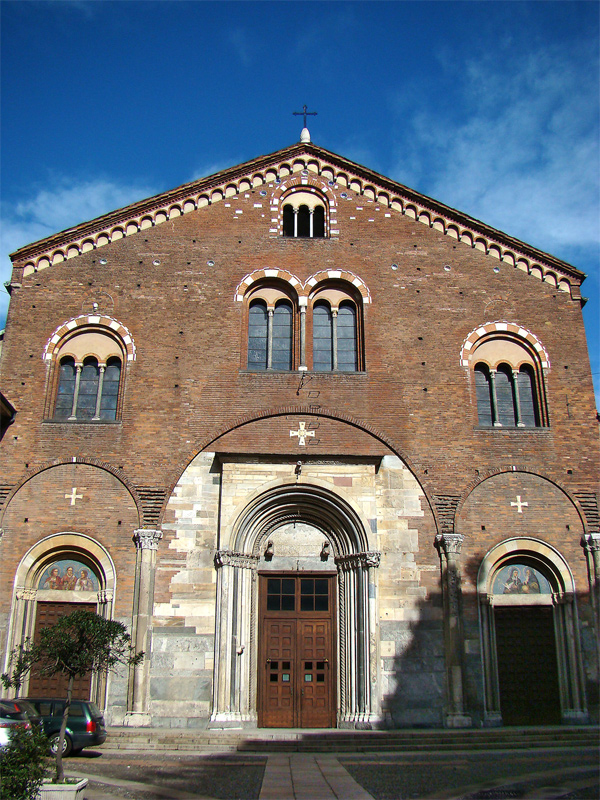
Basílica de San Simpliciano de Milán.

De acuerdo con una leyenda mencionada por el cronista Galvano Fiamma, quien la escribió ciento cincuenta años después de la batalla, el comandante de la caballería comunal pertenecía un grupo militar llamado Compañía de la Muerte, compuesta por novecientos jinetes y dirigida por Alberto da Giussano. Según Galvano, la Compañía de la Muerte debe su nombre al juramento que hacían sus miembros, que incluía un duelo hasta el último suspiro y sin dejar caer las armas. De acuerdo con estas crónicas, Alberto da Giussano fue asistido por los hermanos Ottone y Raniero.
Sin embargo, el manuscrito genera muchas dudas porque se han identificado incongruencias, imprecisiones y hechos poco creíbles. En cuanto a esto último, Galvano afirmó que un tal «cura León» (prete Leone) había visto tres palomas que salían de las tumbas de los santos Sisinio, Martirio y Alejandro —celebrados el 29 de mayo— y se dirigían a la basílica de San Simpliciano de Milán. Durante la batalla, las tres aves se posaron sobre el carroccio, provocaron la huida de Barbarroja y, asustadas por el combate, se refugiaron en una zona boscosa de la localidad de San Bernardino en Legnano. La crónica también menciona que tres unidades militares se encontraban defendiendo al carroccio: la primera era la Compañía de la Muerte —cuyos novecientos jinetes se distinguían por un anillo de oro—, la segunda estaba formada por trescientos soldados comunes que custodiaban el carroccio, mientras que la tercera consistía en trescientos carros falcados, cada uno dirigido por diez soldados.
A partir de esto, los historiadores deducen la falta de fiabilidad de la historia de Galvano: según sus conclusiones, es poco probable que la Liga Lombarda hubiera ganado la batalla por la intervención de tres palomas, mucho menos que un «cura León» haya visto todo el recorrido que las tres aves hicieron desde las tumbas de los santos en Milán hasta Legnano. Tampoco que Milán —que en ese momento atravesaba una difícil situación económica causada por la guerra— hubiera proporcionado más de novecientos anillos de oro para los caballeros. Además, los historiadores indican que los demás escritores contemporáneos no mencionan la presencia de trescientos carros falcados —que claramente habrían resaltado en las crónicas— ni Alberto da Giussano ni las tres compañías militares. Por último, en los escritos de Galvano Fiamma aparecen erratas como Carate en lugar de Cairate y que Barbarroja y la Liga Lombarda se enfrentaron en dos batallas —una en Carate (1176) con acontecimientos sin fundamento histórico y la otra entre Legnano y Dairago (29 de mayo de 1177)—.
Los historiadores concluyen que estos hechos relatados por Galvano fueron inventados. La existencia de Alberto da Giussano y la Compañía de la Muerte nunca fue confirmada por el análisis histórico en los siglos siguientes. Probablemente, la creación del personaje Alberto da Giussano por Galvano Fiamma fue un intento de proporcionar a la Liga Lombarda una figura de connotaciones heroicas y épicas que sería la antítesis de Barbarroja.

## En la cultura popular

### Significado posterior

Avenida Garibaldi a la plaza San Magno en Legnano. A la izquierda, está el balcón donde Giuseppe Garibaldi pronunció su discurso, pero el edificio fue demolido años después de la captura de esta foto. En su lugar, ahora se sitúa la parte posterior de la sede de Banca di Legnano.

En los siglos posteriores, la batalla de Legnano no permaneció por mucho tiempo en la memoria italiana debido a que la península fue fragmentada en muchos Estados independientes o dependientes de potencias extranjeras y caracterizados por culturas, costumbres y dialectos distintos: en otras palabras, durante siglos no existió una consciencia colectiva nacional que conservase en el imaginario colectivo la batalla entre la Liga Lombarda y Barbarroja. No sería hasta el siglo XIX cuando fue reconsiderada como uno de los símbolos de la lucha por la unidad nacional cuando Italia atravesaba un estado de agitación patriótica por la expulsión de los austríacos. En ese contexto, la batalla de Legnano fue redescubierta por intelectuales que estudiaban a los emperadores de Austria, quienes compartían los orígenes teutones de Barbarroja. En la segunda mitad del siglo XIX, los investigadores del Risorgimento encontraron documentos sobre los sucesos legendarios relacionados con la batalla, como que las tres palomas en el carroccio habían ahuyentado a Barbarroja o la presencia, en las filas de la Liga Lombarda, de Alberto da Giussano.
Por tal motivo, «Il Canto degli Italiani» tiene una línea que conmemora la victoria de las comunas italianas sobre los invasores: Dall'Alpi a Sicilia dovunque è Legnano («Desde los Alpes hasta Sicilia, Legnano está por todas partes»). El himno fue escrito por Goffredo Mameli en el otoño de 1847 durante el Risorgimento y con arreglo musical de Michele Novaro; el 12 de octubre de 1946 se convirtió en el himno nacional de la República Italiana. Debido a su importancia histórica, Legnano es la segunda ciudad, después de Roma, mencionada en el himno.

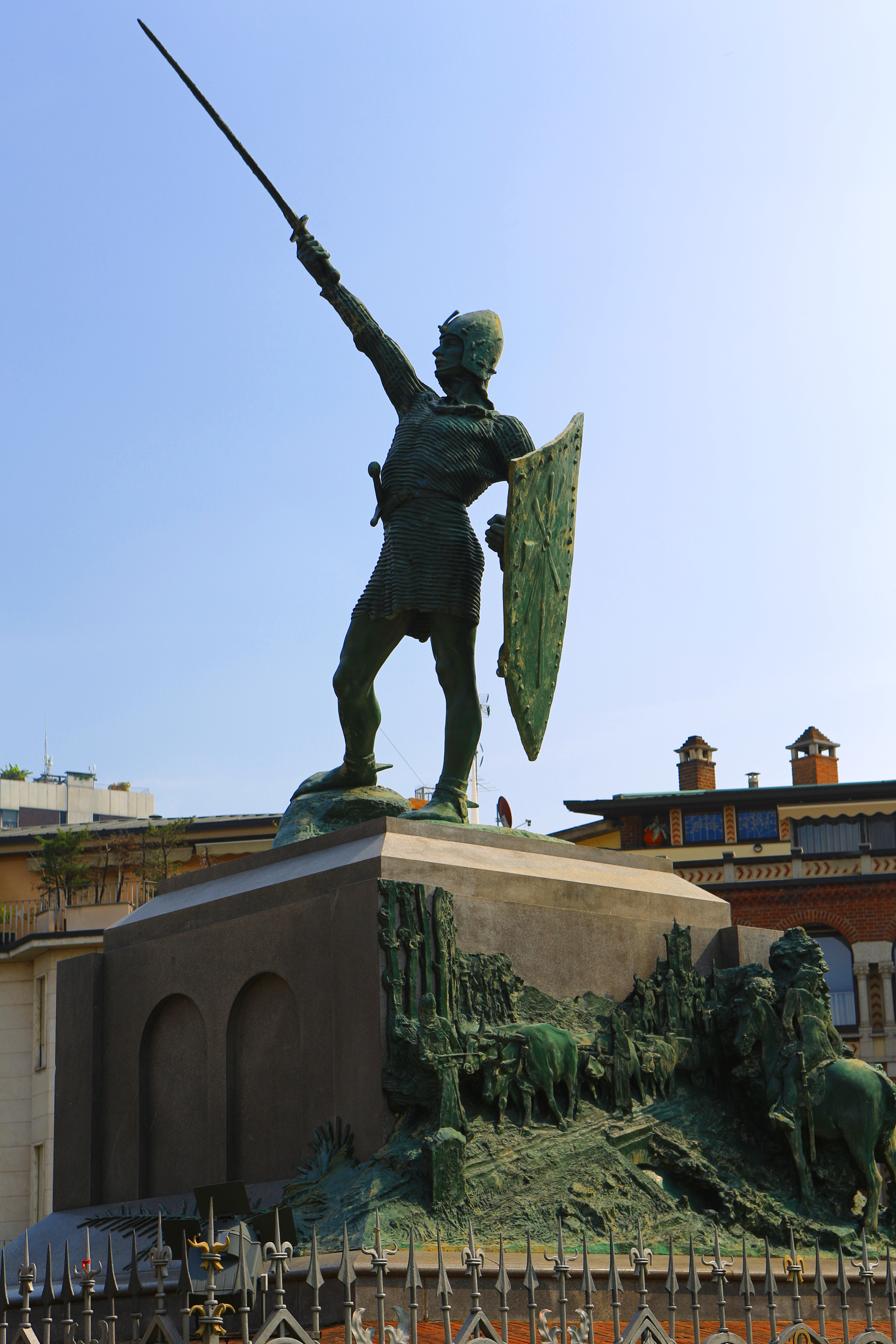
Monumento al guerrero del Legnano.

El 16 de junio de 1862, al final del Risorgimento, Giuseppe Garibaldi visitó Legnano. Desde el balcón de un edificio en el centro de la ciudad dio un discurso en el que incitaba a los habitantes a erigir monumentos en memoria de la batalla:

Noi abbiamo poca cura delle memorie degli avvenimenti patrii; Legnano manca di un monumento per constatare il valore dei nostri antenati e la memoria dei nostri padri collegati, i quali riuscirono a bastonare gli stranieri appena s'intesero.
Tenemos tan poco cuidado con los recuerdos de [nuestros] acontecimientos patrios; Legnano carece de un monumento que presente la valentía de nuestros antepasados y la memoria de nuestros padres, que lograron vencer a los extranjeros tan pronto se unieron.
Giuseppe Garibaldi. 

En 1876 los habitantes de Legnano construyeron el primer monumento con motivo del séptimo centenario de la batalla. El escultor Egidio Pozzi hizo esta estatua, pero se sustituyó en 1900 por el «monumento al guerrero de Legnano», una obra en bronce de Enrico Butti y que erróneamente se asocia con el líder legendario Alberto da Giussano.
Desde el punto de vista histórico, la batalla de Legnano no era una guerra contra un enemigo desconocido. De hecho, entre las filas del ejército imperial había soldados de Pavía y Como —ciudades se aliaron con Barbarroja para detener la expansión de Milán—. Las comunas italianas que participaron en la batalla —las que pertenecían a la Liga Lombarda y las aliadas de Barbarroja— tenían sus propios intereses; por ejemplo, las comunas lombardas no solo estaban motivadas por sentimientos nacionalistas contra un invasor extranjero. En realidad, el único objetivo de los miembros de la Liga era conseguir una mayor autonomía dentro del Imperio. A partir del siglo XX, cuando terminó el Risorgimento, los historiadores dejaron a un lado las connotaciones románticas y mitologizadas y comenzaron a aplicar un análisis histórico más riguroso en el estudio de esta época.
La iconografía de la batalla fue incorporada en los símbolos del partido político autonomista Liga Norte. Originalmente, el nombre del movimiento fundado por Umberto Bossi llevaba el mismo nombre que el de la Liga Lombarda medieval. Además, la Liga del Norte tiene en su escudo el monumento al guerrero de Legnano y es frecuentemente apodada por la prensa italiana como Il Carroccio.

### Inspiración artística
En la música, la ópera lírica más importante basada en los hechos fue La battaglia di Legnano de Giuseppe Verdi; con libreto de Salvatore Cammarano y dividida en cuatro actos, debutó el 27 de enero de 1849 en el Teatro Argentina de Roma y obtuvo un gran éxito gracias a los elementos patrióticos de la trama. Otras obras musicales son Il patto di Pontida de Domenico Panizzi, un himno con arreglo para piano; el 28 de mayo de 1876, para el séptimo centenario de la batalla, Leopoldo Marenco reescribió la composición musical y Filippo Sangiorgio la interpretó en la plaza de la catedral de Milán con doscientos coristas y ciento cincuenta músicos.
En el ámbito literario, el primer poema patriótico sobre la batalla es La Fantasie (1829), de Giovanni Berchet. Giosuè Carducci dedicó su poema Il Parlamento a la victoria de la Liga Lombarda en Legnano, que forma parte de su obra La canzone di Legnano. Gabriele D'Annunzio compuso versos sobre Alberto da Giussano, mientras que el carroccio fue el tema central de algunas rimas de Giovanni Pascoli. La Liga Lombarda fue inmortalizada en los poemas de Cesare Cantù y una obra dramática de Luigi Capranica. Felice Cavallotti y Robert Mandel compusieron una ballata y un poema, respectivamente, sobre Alberto da Giussano, mientras que la ciudad de Legnano es mencionada en versos de Giovanni Bertacchi y en varias proclamas patrióticas de Giuseppe Garibaldi y Giuseppe Mazzini.

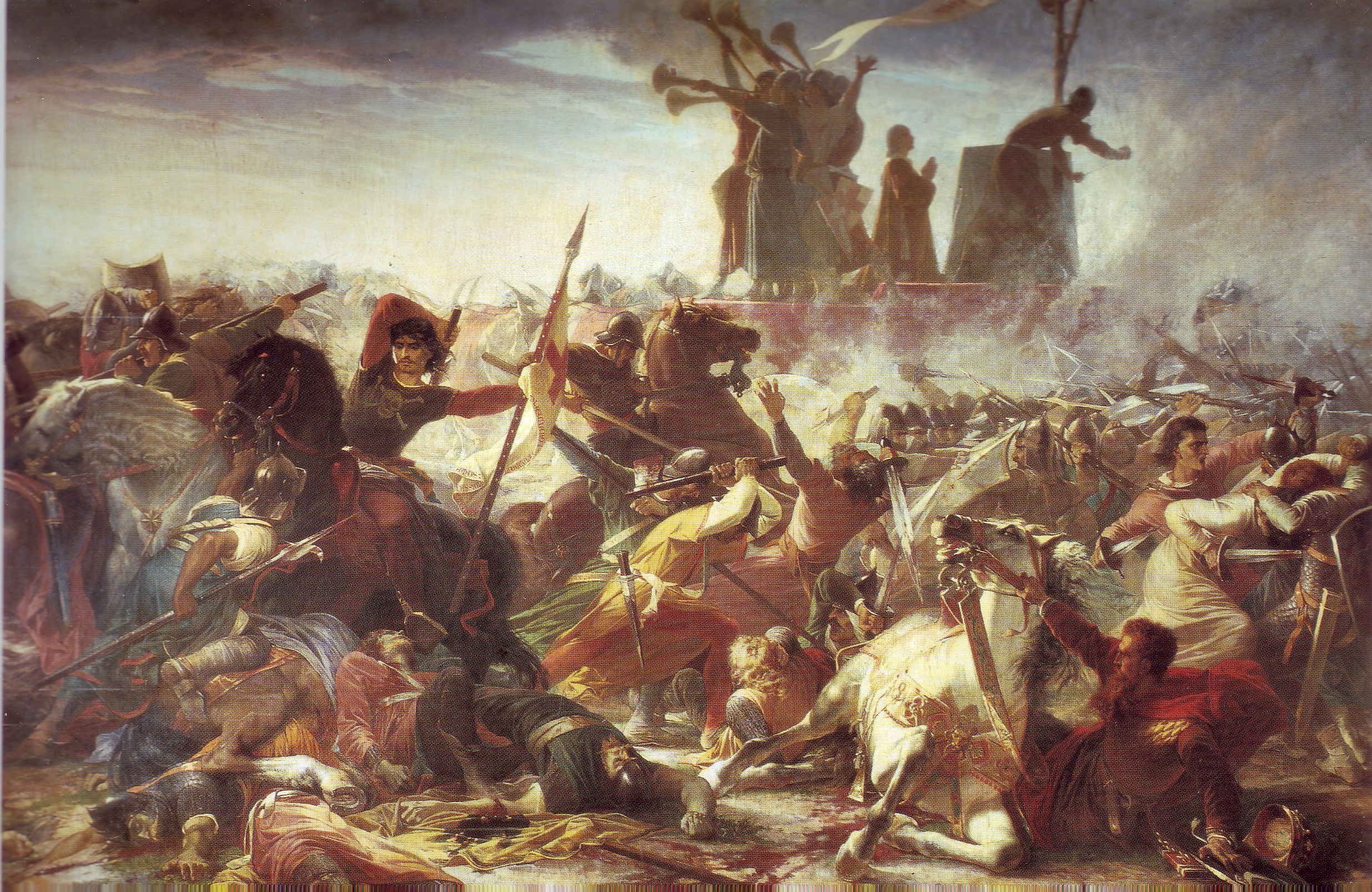
Representación artística del pintor Amos Cassoli (1860) conservada en la Galería de Arte Moderno del Palacio Pitti en Florencia.

En cuanto a las artes visuales, Amos Cassioli destacó entre los pintores de obras patrióticas sobre Legnano, las cuales se conservan en la Galería de Arte Moderno del Palacio Pitti de Florencia y en el interior del Palacio Comunal de Siena. Otros pintores que se aventuraron en la representación pictórica de este tema fueron Gaetano Previati —cuya obra se conserva en el Museo Cívico Guido Sutermeister de Legnano— y Gallo Gallina —en la sala del concejo en el Palacio Malinverni, sede del ayuntamiento del Legnano—. Lodovico Pogliaghi pintó varios cuadros que representan la historia del Milán del siglo XII, entre ellas la batalla de Legnano. Un óleo del personaje Alberto da Giussano, pintado por Andrea Cefaly, se halla en el Museo Provincial de Catanzaro y un lienzo que ilustra la batalla, por Massimo d'Azeglio, se expone en la Galería Cívica de Arte Moderno y Contemporáneo de Turín. Las esculturas más importantes sobre la batalla son las estatuas de Egidio Pozzi y Enrico Butti, anteriormente mencionadas.

### Festividades

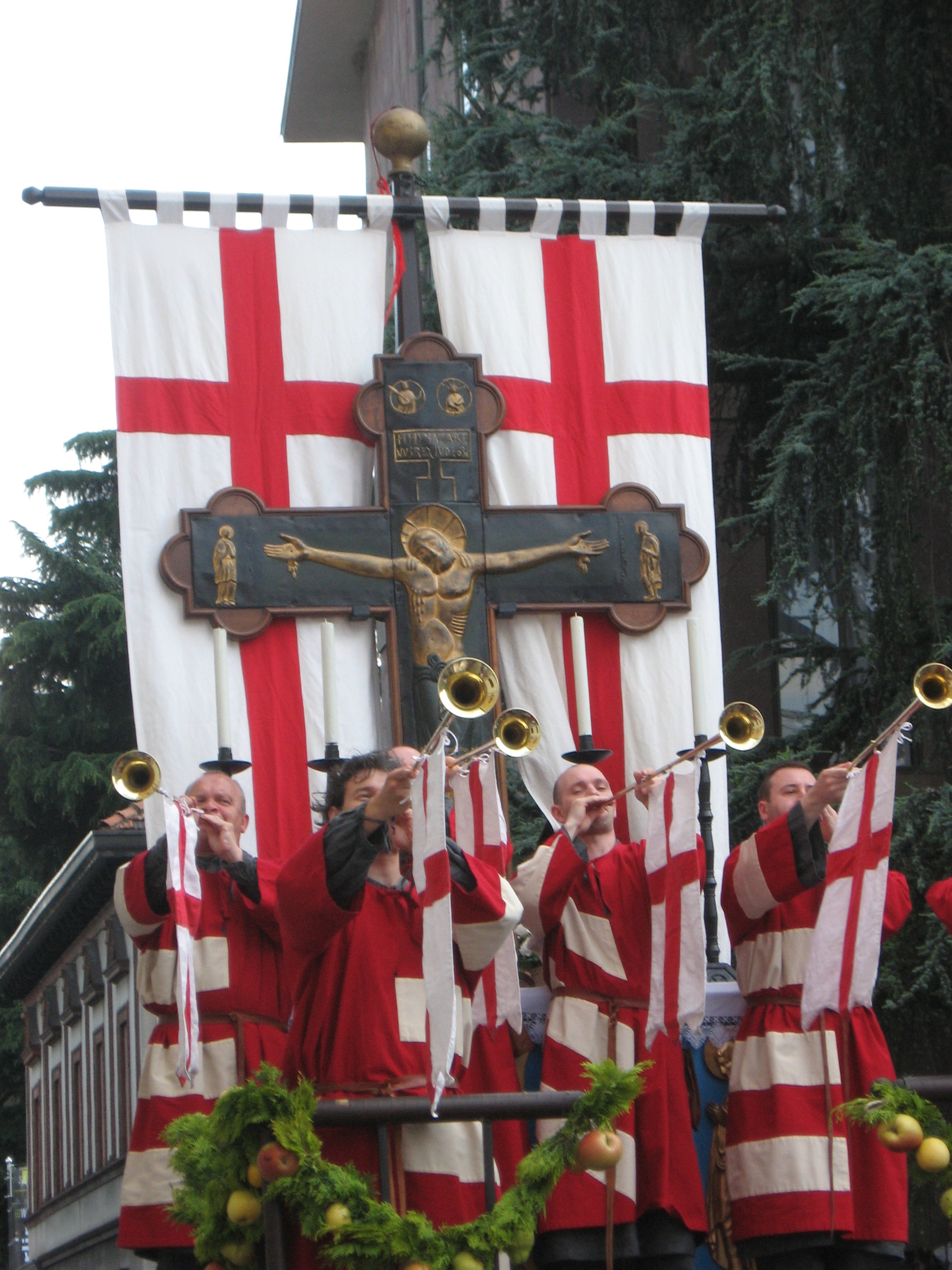
El carroccio en el Palio de Legnano 2007.

Las conmemoraciones más antiguas documentadas se llevaron a cabo el 29 de mayo de 1393 en la basílica de San Simpliciano de Milán. En esta ocasión, el 29 de mayo fue declarado día de fiesta en los suburbios de Milán. En 1499, el festival se prohibió después de la invasión francesa al ducado de Milán, pero fue restaurado durante las fiestas a Carlos Borromeo en 1596; volvió a cancelarse en 1784. Durante el Risorgimento la festividad reapareció. Las dos conmemoraciones más importantes fueron la de 1848 en Milán —durante los disturbios— y la de 1876 en Legnano, con motivo del séptimo centenario de la batalla.
Como consecuencia de la celebración del séptimo centenario, los habitantes de Legnano empezaron a organizar diversos actos sobre la batalla. La primera fue organizada por las autoridades en 1932 y fue denominada el Festa del Carroccio («festival del carroccio»): este acontecimiento incluía una feria gastronómica, un desfile histórico y una carrera de caballos en el campo deportivo local Brusadelli, aunque no terminó porque un yoqui se lesionó. A partir de 1935 el ayuntamiento de la ciudad organiza anualmente —cada último domingo de mayo— un evento conocido como el Palio. El nombre cambió a Sagra del Carroccio por órdenes directas de Mussolini, para que la palabra palio estuviera asociada únicamente a la celebración homónima de Siena. En 2006 pasó a denominarse Palio di Legnano. La exhibición de caballos se realiza en los ocho barrios históricos de la ciudad y la recreación medieval incluye una procesión de más de mil participantes en ropa y construcciones de la época. El desfile termina en el estadio municipal Giovanni Mari con una carrera de caballos.

El 29 de mayo también es día de fiesta regional en Lombardía.